# Connecticut
Il Connecticut (AFI: /konˈnɛktikat/; in inglese , /kəˈnɛtɪkət/) (sigla = CT) è uno dei cinquanta Stati federati che compongono gli Stati Uniti, situato sulla costa nord-orientale nella regione della Nuova Inghilterra. È bagnato a sud dal Long Island Sound e confina a nord con il Massachusetts, a ovest con lo Stato di New York e a est con il Rhode Island. La capitale è Hartford e l'inno ufficiale dello Stato è Yankee Doodle.
Chiamato «Constitution State» («Stato della Costituzione»), «Nutmeg State» («Stato della noce moscata») e «The Land of Steady Habits» («Terra delle abitudini costanti»), il Connecticut è stato molto influente nello sviluppo del governo federale degli Stati Uniti. I primi europei a colonizzare il Connecticut furono olandesi, i quali stabilirono un piccolo insediamento nell'odierna Hartford alla confluenza dei fiumi Park e Connecticut, chiamato Fort Hoop.
Inizialmente il Connecticut era parte della colonia olandese dei Nuovi Paesi Bassi, che comprendeva gran parte delle terre tra i fiumi Connecticut e Delaware. Il primo grande insediamento fu stabilito intorno al 1630 dagli inglesi. Thomas Hooker guidò una banda di seguaci dalla Colonia della Massachusetts Bay, che divenne nota come Colonia del Connecticut, mentre altri abitanti dal Massachusetts fondarono la Colonia di Saybrook e la Colonia di New Haven. Le colonie del Connecticut e di New Haven emisero documenti di Ordine Fondamentale, considerati le prime Costituzioni del Nord America. Nel 1662 le tre colonie si unirono con un regio decreto legge, rendendo il Connecticut una colonia della corona britannica. Questa colonia fu una delle tredici che si rivoltarono contro il dominio britannico nella rivoluzione americana.
Il fiume Connecticut, il Tamigi e i porti lungo il Long Island Sound hanno dato allo Stato una forte tradizione marittima che continua tuttora. Le altre attività tradizionali dello Stato sono i servizi finanziari, come le compagnie di assicurazione a Hartford e i fondi speculativi nella contea di Fairfield. Il censimento del 2010 ha evidenziato che il Connecticut presenta il più alto reddito pro capite, il più alto indice di sviluppo umano (pari a 0,962) e un reddito familiare medio all'interno degli Stati Uniti. Nonostante il Connecticut sia uno Stato ricco sotto molti punti di vista, lo stacco tra il reddito delle aree urbane e extraurbane è alto: diverse città dello Stato sono infatti tra le più povere della nazione e tra le più pericolose.

## Geografia fisica

### Territorio

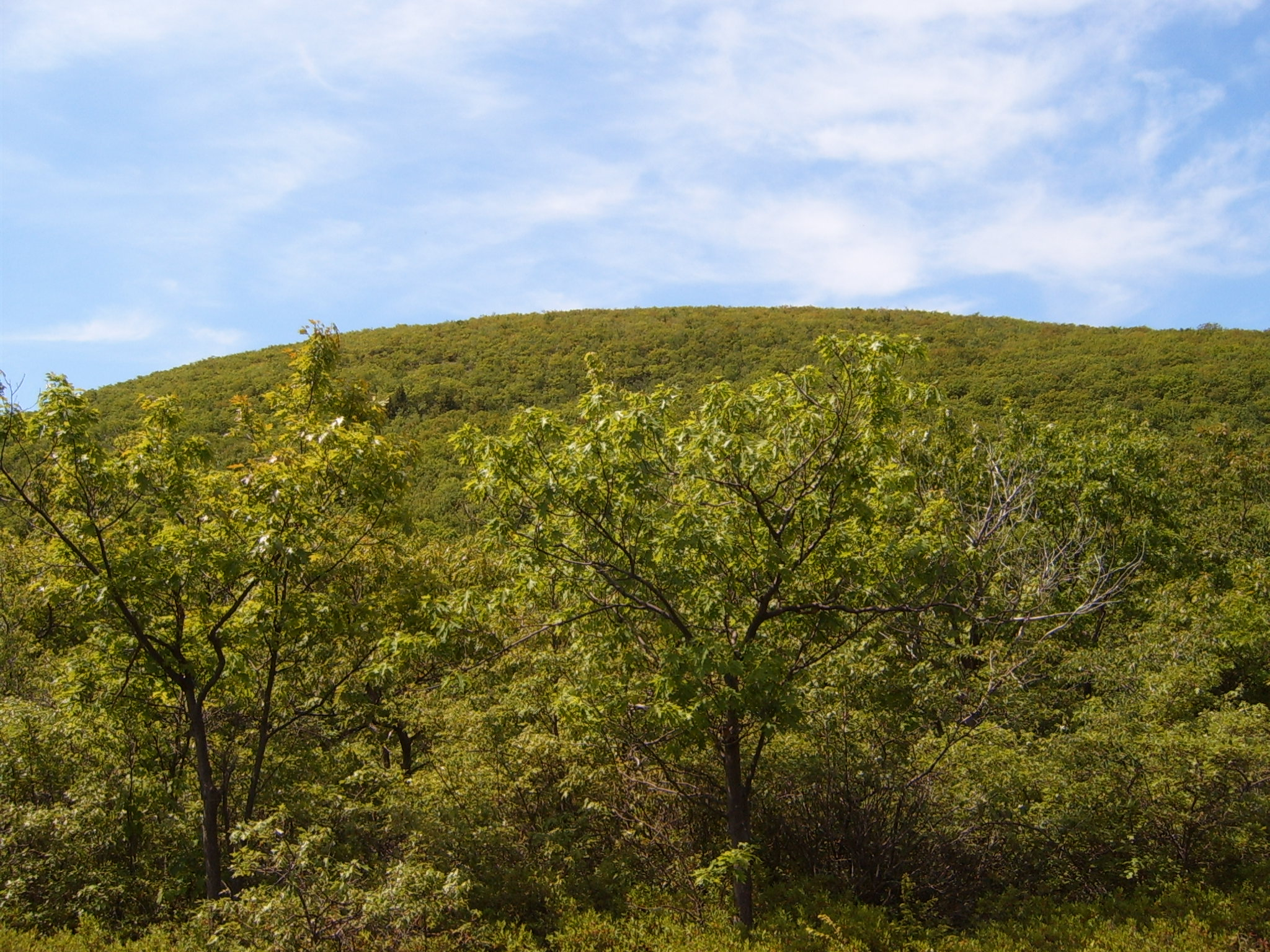
Bear Mountain, il punto più alto del Connecticut

Il Connecticut confina a sud con il Long Island Sound, a ovest con lo Stato di New York, a nord con il Massachusetts e a est con il Rhode Island. La capitale dello Stato e terza città è Hartford, mentre le altre grandi città (per popolazione) sono Bridgeport, New Haven, Stamford, Waterbury, Norwalk, Danbury, New Britain, Greenwich e Bristol. In totale nello Stato vi sono 169 città.
Il picco più alto del Connecticut è il Bear Mountain a Salisbury, situato nell'angolo nord-occidentale dello Stato. Il punto più elevato si trova a est del punto in cui il Connecticut, il Massachusetts e New York si congiungono (42° 3' N; 73° 29' W) sul lato meridionale del monte Frissell, la cui cima appartiene al Massachusetts.
Il fiume Connecticut passa attraverso il centro dello Stato, gettandosi nel Long Island Sound. La regione metropolitana più popolata dello Stato sorge nella valle del fiume Connecticut. Nonostante la dimensione relativamente ridotta dello Stato, nel Connecticut si trovano variazioni di panorama: ad esempio, nelle colline di Litchfield situate nella parte nord-occidentale dello Stato si trovano dolci montagne e fattorie di cavalli, mentre nella contea di New London del sud-est si trovano spiagge e attività marittime.
Sebbene il Connecticut abbia una lunga storia marittima non ha formalmente accesso diretto alle acque oceaniche, poiché la giurisdizione di New York si estende fino a est della Fishers Island, dove New York ha il confine marittimo con il Rhode Island, dividendo la baia di Narragansett e cingendo quindi con le sue acque territoriali quelle costiere del Connecticut.
Le aree rurali del Connecticut e le piccole città del nord-est e del nord-ovest contrastano con le città industriali, situate lungo le autostrade costiere che corrono dal confine con lo Stato di New York fino a New London e poi verso nord fino al fiume Connecticut verso Hartford. Molte città sono incentrate intorno a prati, come Litchfield Green, Lebanon Green (il più grande dello Stato) e Wethersfield Green (il più antico dello Stato). Presso le aree versi tipicamente sorgono simboli storici delle città del New England (Nuova Inghilterra) come chiese bianche, case coloniali, taverne o locande, con un'apparenza storica mantenuta sia per la memoria storica sia per il turismo.
Il Connecticut presenta un ecosistema costituito da foreste temperate. Le foreste costiere nord orientali di querce, noci americani e aceri coprono gran parte della superficie dello Stato. Nel nord-ovest le foreste lasciano il posto ai boschi acadiani dei monti Taconic.
Il confine settentrionale dello Stato con il Massachusetts è segnato dal Southwick Jog o Granby Notch, una deviazione di circa 4 km del fiume Connecticut. L'effettiva origine di questa anomalia è segnata da una lunga serie di dispute e accordi temporanei che si conclusero nel 1804, quando il Southwick meridionale (i cui abitanti cercavano di lasciare il Massachusetts) fu diviso a metà.
Il confine sud-occidentale del Connecticut dove tocca lo Stato di New York è segnato da un panhandle nella contea di Fairfield, contenente le città di Greenwich, Stamford, New Canaan, Darien e parte di Norwalk. Questa irregolarità nel confine è il risultato delle dispute territoriali nel tardo XVII secolo, culminate con New York che rinunciò alle pretese sull'area, i cui residenti si consideravano parte del Connecticut, in cambio di un'area equivalente che si estendeva a nord di Ridgefield verso il confine con il Massachusetts, insieme alla città di Rye.
Tra le aree gestite dal National Park Service vi sono il sentiero degli Appalachi, il Quinebaug and Shetucket Rivers Valley National Heritage Corridor e il Weir Farm National Historic Site.

### Clima
Le parti interne del Connecticut hanno un clima temperato umido, mentre la costa dello Stato (le quattro contee meridionali) ha un clima subtropicale umido, con estremi stagionali temperati dalla vicinanza dell'oceano Atlantico. La città di Bridgeport (sul Long Island Sound), come molte altre aree nella zona metropolitana di New York, cade tipicamente nella zona di clima subtropicale umido nel sistema della classificazione dei climi di Köppen. Hartford (a circa 55 km dalla costa) ha un clima continentale umido. Coerentemente con la sua tradizione costiera il Connecticut è uno Stato moderatamente soleggiato, con una media tra 2 400 e 2 800 ore di sole l'anno.
Gli inverni sono generalmente considerati freddi, con temperature medie tra i 3 °C nelle zone marittime, fino al −2 °C nel nord-ovest in gennaio. Le nevicate medie annuali sono intorno ai 54-189 cm, ma la maggior parte cade nel nord-ovest. La primavera ha temperature variabili con piogge frequenti, mentre l'estate è calda e umida in tutto lo Stato, con massime medie a New London di circa 27 °C e 31 °C a Windsor Locks. I mesi autunnali sono miti e colorano le foglie dello stato nei mesi di ottobre e novembre. Durante la stagione degli uragani i cicloni tropicali toccano la regione. Sono molto frequenti i temporali durante l'estate, cosa che avviene in media una trentina di volte l'anno, tanto che queste tempeste possono essere pesanti e lo Stato in media viene toccato da un tornado all'anno. La temperatura più calda del Connecticut è 41,1 °C, registrata a Danbury il 15 luglio 1995, mentre la temperatura più fredda è stata di −35,5 °C, registrata a Falls Village il 16 febbraio 1943 e a Coventry il 22 gennaio 1961.
| Bridgeport         | Mesi | Mesi | Mesi | Mesi | Mesi | Mesi | Mesi | Mesi | Mesi | Mesi | Mesi | Mesi | Stagioni | Stagioni | Stagioni | Stagioni | Anno |
| Bridgeport         | Gen  | Feb  | Mar  | Apr  | Mag  | Giu  | Lug  | Ago  | Set  | Ott  | Nov  | Dic  | Inv      | Pri      | Est      | Aut      | Anno |
| ------------------ | ---- | ---- | ---- | ---- | ---- | ---- | ---- | ---- | ---- | ---- | ---- | ---- | -------- | -------- | -------- | -------- | ---- |
| T. max. media (°C) | 2,8  | 3,9  | 8,3  | 13,9 | 19,4 | 24,4 | 27,8 | 27,2 | 23,3 | 17,2 | 11,7 | 5,6  | 4,1      | 13,9     | 26,5     | 17,4     | 15,5 |
| T. min. media (°C) | −5,0 | −3,9 | 0,0  | 5,0  | 10,6 | 15,6 | 18,9 | 18,3 | 14,4 | 7,8  | 3,3  | −2,2 | −3,7     | 5,2      | 17,6     | 8,5      | 6,9  |

| Hartford           | Mesi | Mesi | Mesi | Mesi | Mesi | Mesi | Mesi | Mesi | Mesi | Mesi | Mesi | Mesi | Stagioni | Stagioni | Stagioni | Stagioni | Anno |
| Hartford           | Gen  | Feb  | Mar  | Apr  | Mag  | Giu  | Lug  | Ago  | Set  | Ott  | Nov  | Dic  | Inv      | Pri      | Est      | Aut      | Anno |
| ------------------ | ---- | ---- | ---- | ---- | ---- | ---- | ---- | ---- | ---- | ---- | ---- | ---- | -------- | -------- | -------- | -------- | ---- |
| T. max. media (°C) | 1,7  | 3,9  | 8,3  | 15,0 | 21,1 | 26,1 | 28,9 | 27,8 | 23,3 | 17,2 | 11,1 | 4,4  | 3,3      | 14,8     | 27,6     | 17,2     | 15,7 |
| T. min. media (°C) | −8,9 | −7,2 | −2,8 | 3,3  | 8,9  | 13,9 | 17,2 | 16,1 | 10,6 | 4,4  | 0,0  | −5,6 | −7,2     | 3,1      | 15,7     | 5,0      | 4,2  |

## Origini del nome
Il nome dello Stato deriva dalla versione anglofona della parola mohegan-pequot che fa riferimento al fiume omonimo che lo attraversa, «quinnitukq-ut» che significa «sul lungo fiume delle maree». Porzioni del Connecticut meridionale e occidentale, che contengono la maggioranza della popolazione dello Stato, fanno parte dell'area metropolitana di New York. Il Connecticut è il 3º stato meno esteso, il 29° per popolazione e il 4° più densamente popolato degli Stati Uniti.

## Storia

### Primi abitanti
Tracce di presenza umana nella regione del Connecticut risalgono ad almeno 10.000 anni fa; venivano utilizzati strumenti di pietra per cacciare, pescare e lavorare il legno. Semi-nomadi, questi popoli si spostavano stagionalmente per cercare nuove risorse nell'area. Condividevano le lingue basate sull'algonchino. La regione del Connecticut fu abitata da diverse tribù native americane, che si possono raggruppare nei Nipmuc, Sequin o "indiani dei fiumi" (che comprendevano Tunxis, Schaghticoke, Podunk, Wangunk, Hammonasset e Quinnipiac), i Mattabesec o "Confederazione Wappinger" ed i Pequot-Mohegan. Alcuni di questi gruppi risiedono ancora nel Connecticut, inclusi i Mohegan, i Pequot ed i Paugusetts.

### Periodo coloniale

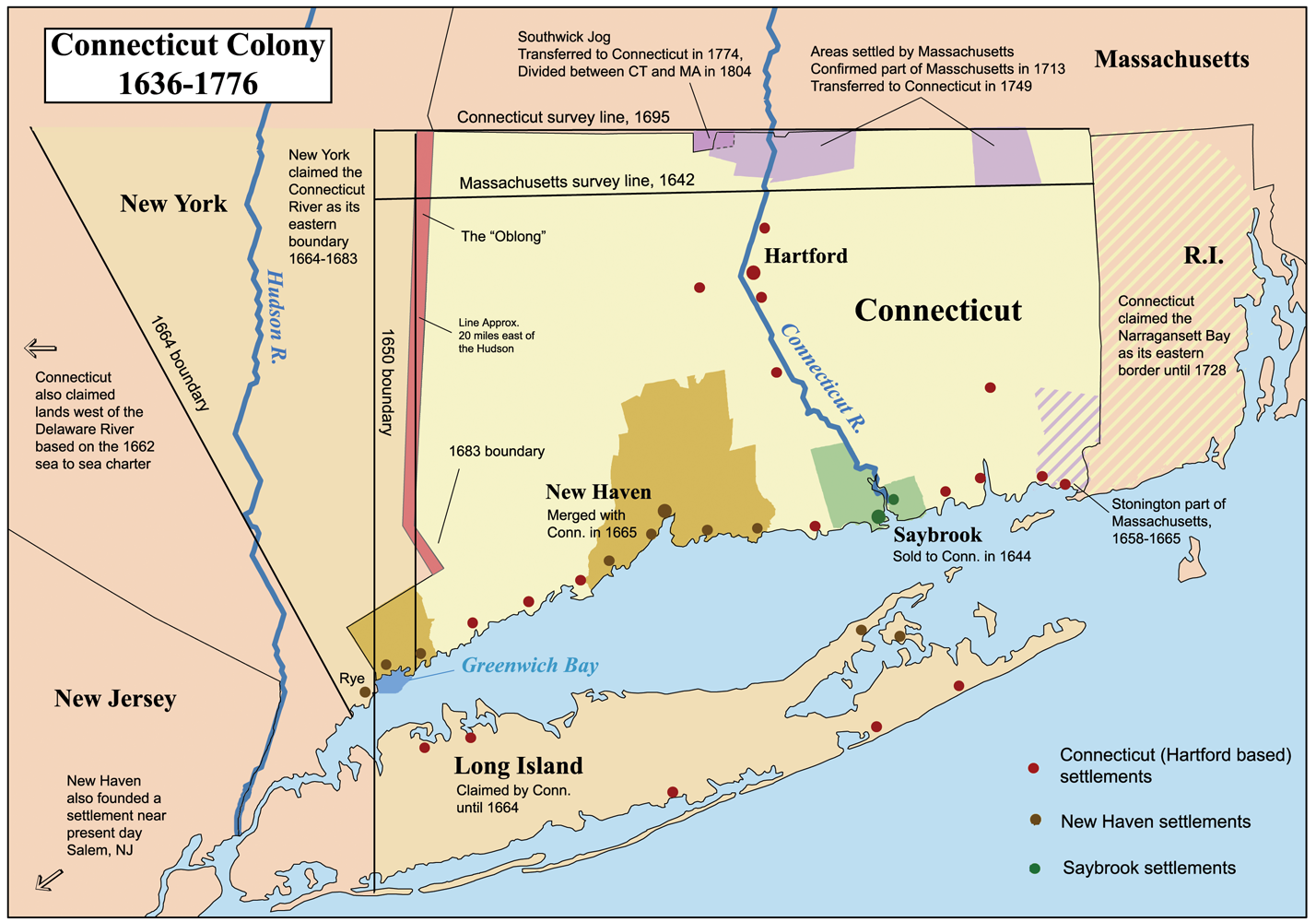
Carta delle colonie del Connecticut dal 1636 al 1776

Il primo esploratore europeo in Connecticut fu l'olandese Adriaen Block e dopo aver esplorato la regione nel 1614 i commercianti di pellicce risalirono il fiume Connecticut (allora conosciuto dagli olandesi come «Versche Rivier» – «fiume Fresco») e costruirono un forte a Dutch Point in quella che è l'odierna Hartford, che chiamarono «Huis van Hoop» («Casa della Speranza»).

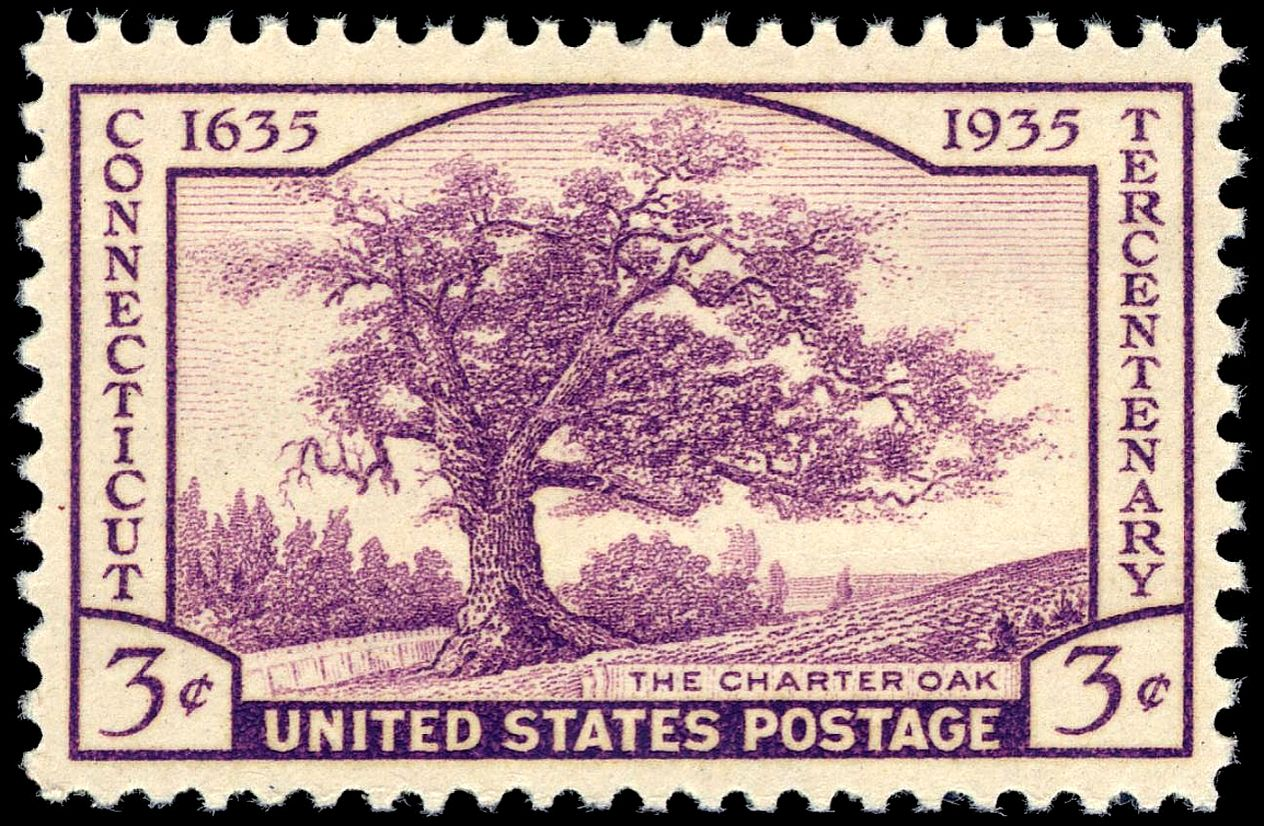
Il 26 aprile 1935 lo United States Postal Service emise un francobollo per commemorare il 300º anniversario del primo insediamento della colonia del Connecticut.

La Colonia del Connecticut fu in origine costituita da alcuni piccoli insediamenti separati presso Windsor, Wethersfield, Saybrook, Hartford e New Haven. I primi coloni inglesi giunsero nel 1633 e si insediarono presso Windsor ed in seguito a Wethersfield nel corso dell'anno successivo. John Winthrop, proveniente dal Massachusetts, ricevette il permesso di creare una nuova colonia a Old Saybrook alla foce del fiume Connecticut nel 1635. Questa fu la prima di tre diverse colonie che si sarebbero poi unite per costituire il Connecticut. La colonia di Saybrook fu una sfida diretta alle richieste degli olandesi, ma non fu mai nulla più di un piccolo avamposto e non crebbe mai. Nel 1644 la colonia di Saybrook si unì con la Colonia del Connecticut.
I primi abitanti inglesi arrivarono nel 1633 e si insediarono a Windsor e l'anno seguente anche a Wethersfield. Tuttavia il maggiore gruppo di insediati arrivò nel 1636: gli abitanti erano puritani provenienti dal Massachusetts, guidati da Thomas Hooker. Hooker era stato famoso in Inghilterra ed era professore di teologia a Cambridge, oltre a essere un importante scrittore politico che diede un contributo significativo alla teoria costituzionale. Ruppe poi con la politica del Massachusetts e – proprio come Roger Williams riuscì a creare una nuova politica nel Rhode Island – Hooker e la sua corte fecero lo stesso ed istituirono la Colonia del Connecticut (la seconda delle tre colonie) a Hartford nel 1636.
La terza colonia fu fondata nel marzo 1638. La Colonia di New Haven, originalmente nota come Colonia Quinnipiack, fu istituita tra gli altri da John Davenport e Theophilus Eaton a New Haven. Questa colonia aveva una propria Costituzione, l'Accordo fondamentale della colonia di New Haven che fu firmato il 4 giugno 1639.
Gli olandesi furono poi superati in numero dagli inglesi che arrivavano dal Massachusetts, quindi lasciarono il forte nel 1654.
Le istituzioni della Colonia del Connecticut e di quella di Quinnipiack non furono sanzionate dal Regno d'Inghilterra e rimasero entità politiche indipendenti. Erano ovviamente inglesi, ma in senso legale erano solo avamposti secessionisti della baia del Massachusetts. Nel 1662 Winthrop approfittò del vuoto politico e ottenne in Inghilterra la carta con la quale vennero unite le colonie del Connecticut e di Quinnipiack. Nonostante la carta di Winthrop favorisse la colonia del Connecticut, New Haven rimase la sede del governo insieme a Hartford fino a dopo la rivoluzione americana.
Winthrop era politicamente astuto e ottenne la carta dal re restaurato sul trono Carlo II d'Inghilterra, che garantì i termini più politicamente liberali possibili.
Gli insediamenti coloniali storicamente più importanti furono Windsor (1633), Wethersfield (1634), Saybrook (1635), Hartford (1636), New Haven (1638), Fairfield (1639), Guilford (1639), Milford (1639), Stratford (1639), Farmington (1640), Stamford (1641) e New London (1646).
La prima Costituzione, gli "Ordini fondamentali del Connecticut", fu adottata il 14 gennaio 1639, mentre l'odierna Costituzione è la terza del Connecticut e fu adottata nel 1965. Il Connecticut è il quinto dei tredici Stati originali e le Costituzioni originali influenzarono la Costituzione degli Stati Uniti, il cui principali autore fu, tra gli altri, Roger Sherman di New Haven.
La guerra pequot segnò il primo importante conflitto tra i coloni e i nativi americani nella Nuova Inghilterra. I Pequot reagirono con crescente aggressività agli insediamenti dei coloni nei loro territori, sottraendo terre dalle tribù Narragansett e Mohegan. I coloni risposero a un omicidio nel 1636 con un raid su un villaggio pequot sulla Block Island; i pequot lanciarono un assedio alla guarnigione della colonia di Saybrook nel corso dell'autunno, e razziarono Wethersfield nella primavera del 1637. I coloni dichiararono querra ai pequot, organizzando un esercito e alleandosi con le tribù Mohegan e Narragansett, attaccando un villaggio pequot sul fiume Mystic, uccidendo tra i 300 e 700 pequot. Dopo una pesante sconfitta in battaglia a Fairfield, i pequot chiesero una tregua ed acconsentirono alla pace.

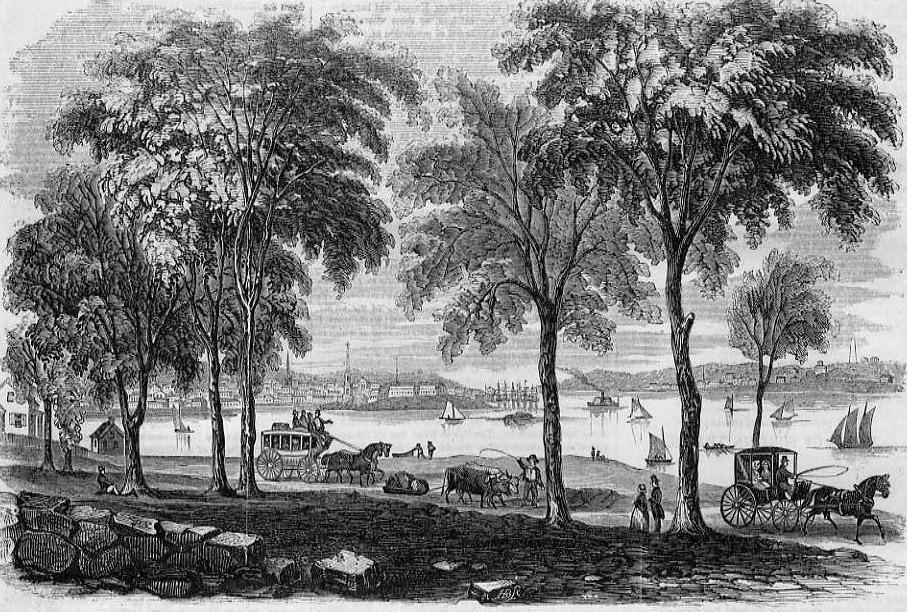
Vista di New London nel 1854

I confini occidentali di Connecticut sono stati soggetti a molti cambiamenti negli anni. Secondo il trattato di Hartford con gli olandesi, siglato il 19 settembre 1650, ma mai ratificato dagli inglesi, i confini ovest del Connecticut correvano a nord da Greenwich Bay per circa 20 miglia «posto che la linea non arrivasse a meno di 10 miglia dal fiume Hudson. Questo accordo fu osservato da entrambe le parti fino alla guerra tra inglesi e olandesi nel 1652, ma non furono trovati altri confini. Il conflitto su alcuni limiti coloniali incerti continuò finché il duca di York non ottenne i Nuovi Paesi Bassi nel 1664». D'altra parte la Carta originale del Connecticut del 1662 garantì allo Stato tutta la terra fino al "mare del sud", cioè l'oceano Pacifico. La gran parte delle assegnazioni reali era una lunga striscia di terra che andava da est a ovest e il Connecticut prese la sua assegnazione seriamente e istituì una nona nazione lungo i fiumi Susquehanna e Delaware chiamata Westmoreland County: questo causò una breve guerra con la Pennsylvania.
L'Università Yale fu fondata nel 1701, divenendo una importante istituzione per l'istruzione del clero e dei leader civili del Connecticut. La chiesa congregazionista dominò la vita religiosa della colonia e, per estensione, gli affari civili.
Con oltre 970 km di coste, incluse quelle lungo i fiumi navigabili, il Connecticut sviluppò durante gli anni coloniali le fondamenta per la tradizione marittima che avrebbe poi fatto fiorire l'industria navale, il trasporto marittimo, il supporto navale, la pesca e la navigazione di diporto.
I registri storici citano il Tryall come il primo veliero costruito nella Colonia del Connecticut nel 1649, in un sito sul fiume Connecticut nell'attuale Wethersfield. In due decenni, fino al 1776 e alla rivoluzione americana, i cantieri navali del Connecticut costruirono circa 100 sloop, scune e bricchi, secondo un archivio della dogana statunitense gestito online dal Mystic Seaport Museum, la più grande delle quali fu la Patient Mary di 180 tonnellate, inaugurata a New Haven nel 1763. Il primo faro del Connecticut fu costruito nel 1760 alla foce del Tamigi, il New London Harbor Lighthouse.

#### Rivoluzione americana

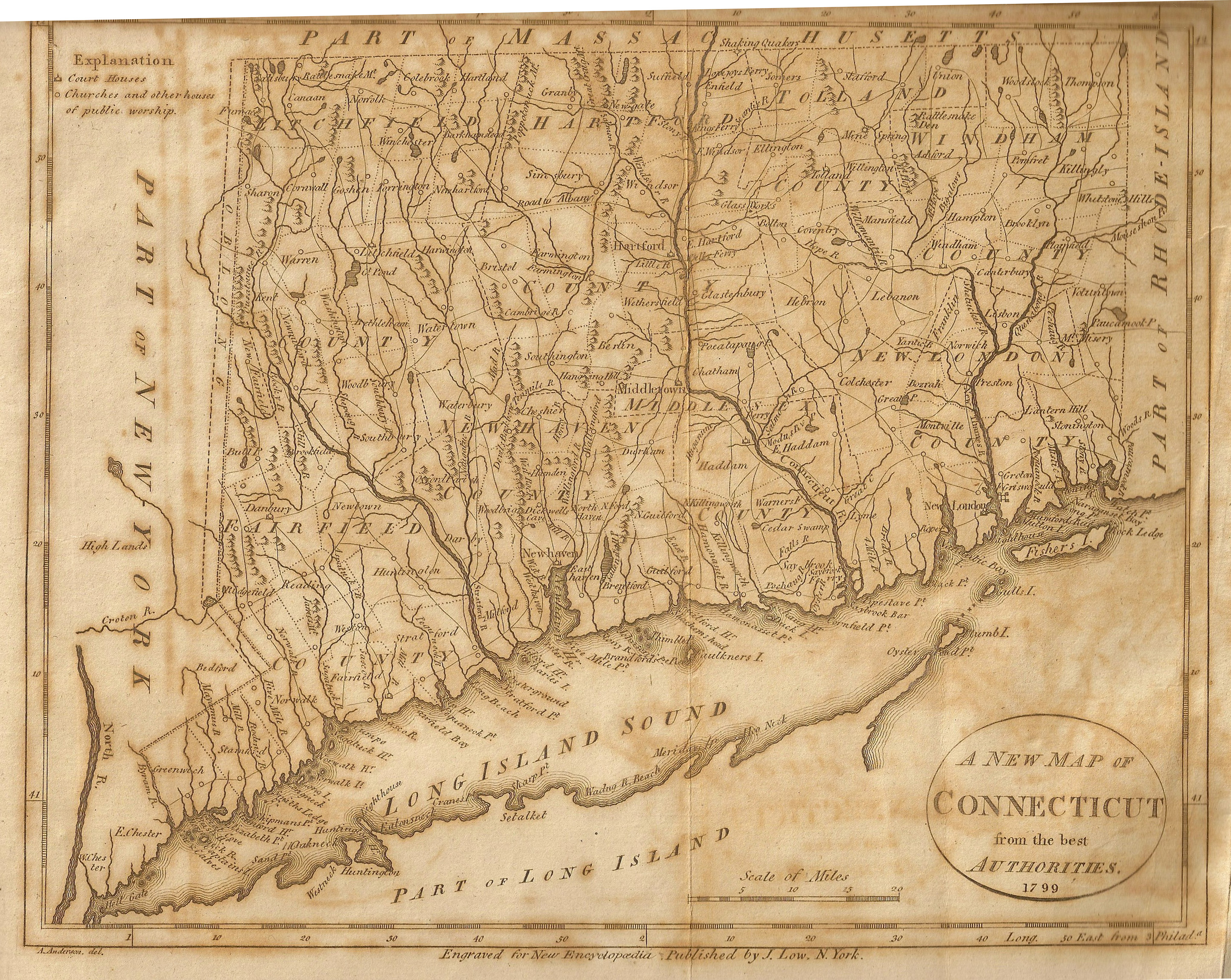
Una cartina del 1799 del Connecticut che mostra The Oblong, da Low's Encyclopaedia

Il Connecticut designò quattro delegati al Secondo congresso continentale, che firmò la Dichiarazione di indipendenza: Samuel Huntington, Roger Sherman, William Williams e Oliver Wolcott. Il Parlamento del Connecticut autorizzò l'istituzione di sei nuovi reggimenti nel 1775, alla vigilia degli scontri tra le truppe britanniche e una milizia del Massachusetts presso Lexington e Concord. Alla battaglia di Bunker Hill vu firono circa 1200 soldati del Connecticut, nel giugno 1775. Nel 1775 David Bushnell inventò il Turtle, che l'anno successivo lanciò il primo attacco sottomarino della storia, anche se senza successo, contro una nave da guerra britannica ancorata nel porto di New York.
Nel 1777 i britannici ebbero notizia delle scorte per l'Esercito continentale a Danbury, e sbarcarono con una spedizione di 2000 soldati a Westport. Questa forza marciò verso Danbury e distrusse le abitazioni e gran parte dei depositi. Le truppe dell'Esercito continentale e la milizia guidata dai generali David Wooster e Benedict Arnold si scontrarono con loro a Ridgefield nel 1777. Nell'inverno del 1778-79 il generale George Washington decise di dividere l'Esercito continentale in tre divisioni per circondare New York, dove il generale britannico Sir Henry Clinton si era acquartierato. Il maggiore generale Israel Putnam scelse Redding come quartier generale per gli accampamenti invernali per circa 3000 soldati regolari e milizie sotto il suo comando; l'accampamento di Redding permise ai soldati di Putnam di sorvegliare il deposito di rifornimenti di Danbury e di sostenere le operazioni lungo il Long Island Sound e il fiume Hudson. Alcuni degli uomini erano veterani dell'accampamento invernale presso Valley Forge, in Pennsylvania, nel precedente inverno. I soldati a Redding andarono incontro a scarsità di rifornimenti, temperature gelide e molta neve, e alcuni storici definirono l'accampamento come la "Valley Forge" del Connecticut.
Lo stato fu anche il punto di partenza di alcune incursioni contro Long Island orchestrate da Samuel Holden Parsons e Benjamin Tallmadge, e fornì soldati e materiali per lo sforzo bellico, specialmente all'esercito di Washington fuori da New York. Il generale William Tryon fece incursioni sulla costa del Connecticut nel luglio 1779, concentrandosi su New Haven, Norwalk e Fairfield. New London e Groton Heights furono attaccate nel settembre 1781 da Benedict Arnold, tradendo la rivoluzione e tornando con i britannici.
Fin dall'inizio della rivoluzione, il Congresso continentale designò Nathaniel Shaw di New London come agente navale in carico del reclutamento di corsari per assaltare e impadronirsi delle navi britanniche, con quasi 50 soggetti operanti sul Tamigi che alla fine attirarono la rappresaglia delle forze britanniche guidate da Arnold.

### Appartenenza all'Unione

#### Gli inizi e la rivoluzione industriale
Il Connecticut ratificò la Costituzione degli Stati Uniti d'America il 9 gennaio 1788, divenendo il quinto stato dell'Unione.
Lo stato prosperò durante l'era che seguì la rivoluzione americana, con nuovi mulini e fabbriche tessili e porti che fecero fiorire i commerci e la pesca. Dopo l'istituzione da parte del Congresso nel 1790 del predecessore dello United States Revenue Cutter Service, che sarebbe poi evoluto nella United States Coast Guard, il Presidente Washington designò Jonathan Maltbie come uno dei sette incaricati di sovrintendere alle dogane, con Maltbie al controllo della parte meridionale della costa della Nuova Inghilterra, ed un cutter di 15 metri chiamato Argus.
Nel 1786 il Connecticut cedette al governo degli Stati Uniti quello che divenne parte del Territorio del nord-ovest; lo stato mantenne le terre che si estendevano attraverso la parte settentrionale dell'attuale Ohio, chiamate Connecticut Western Reserve. La parte della Western Reserve fu abitata principalmente da persone del Connecticut, che portarono toponomastica del Connecticut in Ohio.
Gli accordi con la Pennsylvania e con New York posero fine alle richieste del Connecticut, creando il Connecticut Panhandle. La Riserva Occidentale fu lasciata al governo federale, che portò lo Stato ai moderni confini tramite piccoli aggiustamenti con il Massachusetts.

### XIX secolo
Nella prima metà dell'800 i barcaioli del Connecticut costruirono più di 100 imbarcazioni ogni anno; nel decennio successivo, all'avvicinarsi delle rinnovate ostilità con i britannici che diedero inizio alla guerra del 1812, i cantieri navali del Connecticut costruirono circa mille imbarcazioni, con lo sforzo produttivo maggiore di ogni altro decennio del secolo.
Durante la guerra i britannici fecero incursioni a Stonington ed Essex e assediarono le imbarcazioni sul fiume Tamigi. Isaac Hull, originario di Derby, divenne la personalità navale più conosciuta per la sua vittoria durante il conflitto, come capitano della USS Constitution.
L'assedio britannico durante la guerra del 1812 colpì le esportazioni e rafforzò l'influenza dei federalisti che si opponevano alla guerra. La cessazione delle importazioni dal Regno Unito stimolò la costruzione di fabbriche e macchinari per la manifattura tessile; il Connecticut divenne uno dei principali centri della manifattura, in parte grazie alle invenzioni di Eli Whitney e di altri innovatori della rivoluzione industriale.
La guerra portò allo sviluppo di clipper più veloci che aiutarono i commercianti della Nuova Inghilterra a raggiungere gli oceani Pacifico e Indiano. La prima metà del XIX secolo vide un rapido incremento nella caccia alla balena, con New London che emerse come uno dei principali tre porti della Nuova Inghilterra per questa industria, dopo Nantucket e New Bedford.
Lo stato divenne conosciuto per il suo conservatorismo politico, esemplificato dal partito federalista e dal College Yale di Timothy Dwight. Gli intellettuali di punta furono Dwight e Noah Webster, che compilò il suo grande dizionario a New Haven. Le tensioni religiose polarizzarono lo stato, mentre la Chiesa Congregazionale lottava per mantenere la tradizione, in alleanza con i federalisti. Il fallimento della Convenzione di Hartford nel 1814 colpì la causa federalista, con il Partito Democratico-Repubblicano che andò al potere nel 1817.
Il Connecticut, sin dal 1639, era governato secondo gli Ordini Fondamentali, ma nel 1818 lo stato adottò una nuova costituzione.

#### Guerra civile

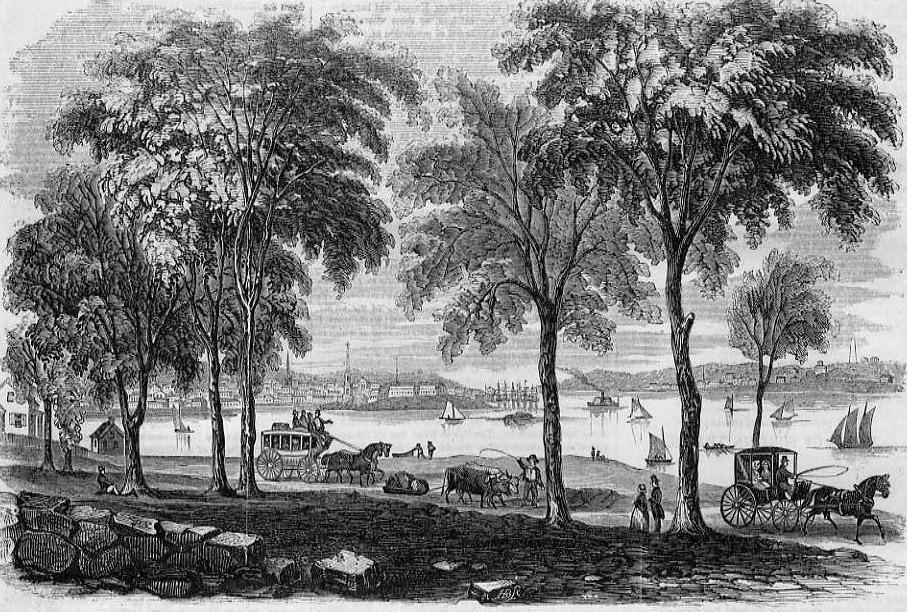
Vista di New London nel 1854

La manifattura del Connecticut giocò un ruolo fondamentale nei rifornimenti alle forze dell'Unione di armi e cibo all'Unione durante la guerra civile americana. Lo stato inviò 55 000 uomini, organizzati in trenta reggimenti di fanteria, inclusi due delle United States Colored Troops, e diversi uomini del Connecticut divennero generali. La marina arruolò 250 ufficiali e 2100 uomini, e Gideon Welles, originario di Glastonbury, divenne Segretario alla marina. James H. Ward di Hartford fu il primo ufficiale navale statunitense ucciso nella guerra civile. Le perdite del Connecticut ammontarono a 2088 uomini morti in battaglia, 2801 per malattia e 689 morti nei campi di prigionia confederati.
Un'ondata di sentimento di unità nazionale portò nel 1861 migliaia di uomini ad arruolarsi da ogni città; tuttavia, quanto la guerra diventò una crociata per la fine della schiavitù, molti democratici (e specialmente molti cattolici irlandesi) si ritirarono. I democratici ebbero una posizione pro-schiavitù e tra di loro vi erano molti Copperheads che desideravano che il Sud si separasse. Le elezioni governatoriali del 1863, combattute aspramente, furono vinte dai repubblicani per pochi voti.

#### Seconda rivoluzione industriale

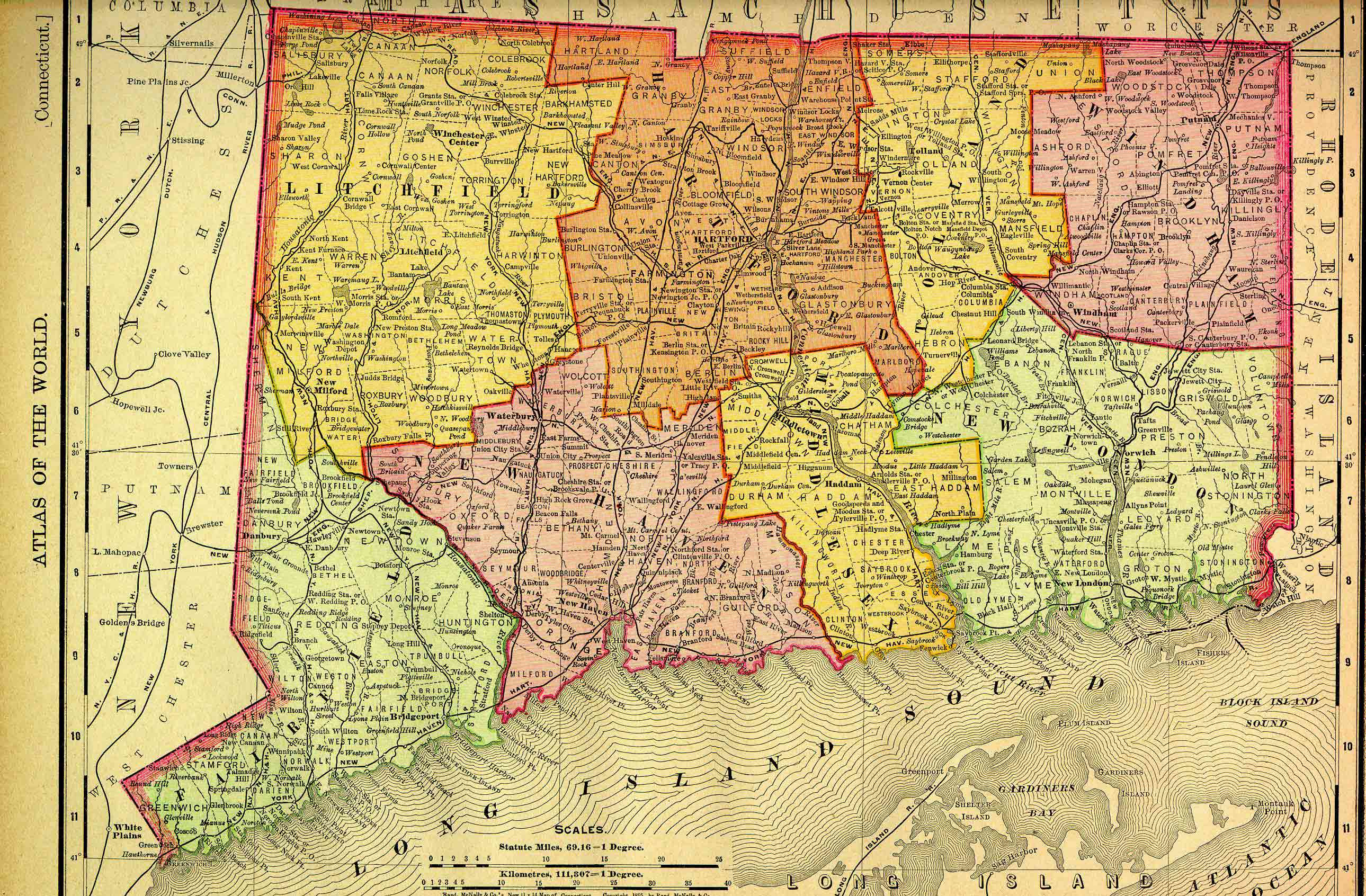
Mappa del 1895 di Rand McNally

La diffusa industria del Connecticut, la sua popolazione, il territorio piatto e la ricchezza dello stato incoraggiarono la costruzione della ferrovia a partire dal 1839. Nel 1840 erano in servizio 164 km di ferrovie, fino ai 647 km del 1850 e 967 km nel 1860.
La New York, New Haven and Hartford Railroad, chiamata New Haven o The Consolidated, divenne la principale compagnia ferroviaria del Connecticut dopo il 1872. John Pierpont Morgan iniziò a finanziare le principali ferrovie della Nuova Inghilterra negli anni '90, dividendo il territorio in modo che non potessero competere. La New Haven acquistò 50 compagnie minori, incluse linee di battelli a vapore, e costruì una rete di ferrovie leggere (tram elettrificati) che effettuavano il trasporto interurbano in tutta la Nuova Inghilterra meridionale. Nel 1912 la New Haven operava 3200 km di ferrovie, con 120 000 impiegati.
Le navi passeggeri a vapore proliferarono dopo la guerra civile, e a Noank vennero prodotte le due più grandi del Connecticut durante il XIX secolo, il piroscafo a ruote in legno da 100 metri Rhode Island del 1882 e quello da 105 metri, Connecticut, sette anni dopo. I cantieri navali del Connecticut costruirono più di 165 imbarcazioni a vapore nel XIX secolo.
Nel 1875 a New Haven avvenne il primo scambio telefonico al mondo.

### XX secolo
Allo scoppio della prima guerra mondiale nel 1914 il Connecticut divenne il principale fornitore di armi all'esercito degli Stati Uniti; nel 1918 l'80% delle industrie dello stato stavano producendo beni per lo sforzo bellico. Remington Arms a Bridgeport produsse metà delle cartucce per le armi di taglia piccola utilizzate dallo United States Army, e tra le altre compagnie coinvolte vi furono Winchester a New Haven e Colt ad Hartford.
Il Connecticut fu anche un importante fornitore di navi: la Electric Boat ricevette ordini per 85 sottomarini, Lake Torpedo Boat Company ne produsse più di 20, e Groton Iron Works costruì le navi cargo. Il 21 giugno 1916 la Marina scelse Groton come sito per la sua base e scuola per sottomarini della costa est.
Lo stato sostenne entusiasticamente lo sforzo bellico americano nel 1917 e nel 1918 con ampi acquisti di obbligazioni di guerra, con espansione dell'industria e con l'aumento della produzione di alimenti nelle fattorie. Migliaia di gruppi volontari a livello di stato, ma anche locale, si mobilitarono per lo sforzo bellico e furono coordinati dal Connecticut State Council of Defense. I produttori dovettero lottare con la carenza di manodopera; la Waterbury's American Brass and Manufacturing Company funzionava solo al 50%, pertanto il governo federale acconsentì a impiegare i soldati per lavorarvi.
Nel 1919 J. Henry Roraback avviò la Connecticut Light & Power Co. che divenne la società elettrica dominante nello stato. Nel 1925 Frederick Rentschler spinse per la creazione della Pratt & Whitney ad Hartford per sviluppare motori per aeromobili; la società divenne un importante fornitore per l'esercito nella seconda guerra mondiale e uno dei tre principali costruttori di motori per jet al mondo.
L'avvento della legge degli affitti e prestiti in supporto agli europei aiutò il Connecticut a risollevarsi dalla Grande depressione, e lo stato divenne un grande centro di produzione di armamenti e munizioni utilizzate nel corso della seconda guerra mondiale. Il Connecticut produsse il 4,1% degli armamenti militari totali degli Stati Uniti, posizionandosi nono sui 48 stati, con grandi aziende in piena attività tra cui Colt per le armi, Pratt & Whitney per i motori degli aeromobili, Chance Vought per gli aerei da combattimento, Hamilton Standard per i propulsori e Electric Boat per i sottomarini e imbarcazioni. A Bridheport, General Eletric costruì una nuova arma anticarro, il bazooka.
Il 13 maggio 1940 Igor Sikorsky effettuò un volo libero sul primo elicottero. L'elicottero ebbe utilizzo limitato nel corso della seconda guerra mondiale, ma la produzione militare successiva fece dello stabilimento di Stratford di Sikorsky Aircraft il maggiore sito di produzione del Connecticut all'inizio del XXI secolo.
Il Connecticut perse alcune fabbriche a seguito della fine delle ostilità, ma lo stato partecipò allo sviluppo post-bellico con la costruzione delle autostrade che portarono alla crescita della classe media in aree suburbane.
Prescott Bush rappresentò il Connecticut al Senato degli Stati Uniti dal 1952 al 1963; suo figlio George H. W. Bush ed il nipote George W. Bush divennero entrambi Presidenti degli Stati Uniti. Nel 1965 il Connecticut ratificò l'attuale Costituzione, sostituendo il documento che era in vigore dal 1818.
Nel 1968 ebbero inizio le operazioni commerciali della Centrale Nucleare Connecticut Yankee ad Haddam; nel 1970 entrò in servizio la Centrale Nucleare Millstone Nuclear a Waterford. Nel 1974 il Connecticut elesse la governatrice democratica Ella Grasso, che divenne la prima donna negli Stati Uniti ad essere eletta governatrice senza essere la moglie o la vedova di un precedente governatore.
La dipendenza del Connecticut dall'industria della difesa costituì una sfida economica alla fine della guerra fredda; la conseguente crisi economica aiutò ad eleggere governatore Lowell Weicker come rappresentante di un terzo partito nel 1990. La riceta di Weicker comprendeva una tassa sui redditi statale che si dimostrò efficace nell'appianare i bilanci, ma solo nel breve termine. Non si candidò per un secondo mandato, in parte a causa di questa mossa politica impopolare.

### XXI secolo
Nel 2000 il candidato presidenziale Al Gore scelse il senatore Joe Lieberman come candidato vice presidente, la prima volta che un ticket presidenziale di un grande partito comprendeva qualcuno di fede ebreica. Gore e Lieberman ottennero cinque voti in meno di George W. Bush e Dick Cheney nel Collegio elettorale. Negli attentati dell'11 settembre 2001 rimasero uccisi 65 residenti dello stato, principalmente abitanti della contea di Fairfield che lavoravano al World Trade Center. Nel 2004 il governatore repubblicano John G. Rowland si dimise durante un'indagine sulla corruzione, dichiarandosi poi colpevole delle accuse federali.
Il Connecticut venne colpito da tre grandi tempeste in appena 14 mesi tra il 2011 ed il 2012, che causarono grandi danni alle proprietà e blackout elettrici. L'Uragano Irene colpì lo stato il 28 agosto, causando 235 milioni di dollari di danni. Due mesi dopo il Halloween nor'easter portò intense nevicate, facendo cadere alberi che danneggiarono le linee elettriche; alcune aree rimasero senza energia per 11 giorni. L'Uragano Sandy colpì il New Jersey e passò sul Connecticut con forti venti e mareggiate; molti edifici costieri furono danneggiati o distrutti. I venti di Sandy portarono gravi danni anche nelle città, e causarono blackout al 98% delle abitazioni e imprese, con oltre 360 milioni di dollari di danni.
Il 14 dicembre 2012 Adam Lanza uccise 26 persone presso la Sandy Hook Elementary School a Newtown, e poi si suicidò. Il massacro portò a nuovi dibattiti sulla restrizione del possesso delle armi a livello nazionale.
Nell'estate ed autunno del 2016 il Connecticut fu colpito da siccità in molte parti dello stato, e l'utilizzo dell'acqua fu ristretto. Nel novembre 2016 il 45% dello stato era nel livello di "siccità grave" secondo il U.S. Drought Monitor, e tra le aree colpite vi erano quasi tutte le contee di Hartford e Litchfield. Tutto il resto dello stato era nel livello di "siccità moderata" o "grave", e tra queste aree vi erano le contee di Middlesex, Fairfield, New London, New Haven, Windham e Tolland. La siccità colpì gravemente l'agricoltura dello stato.

## Economia
Il prodotto interno lordo totale del 2010 è stato di 237 miliardi di dollari, con un reddito pro capite fu di 59 132 dollari, che lo porta al quinto posto dopo il Distretto di Columbia, il Delaware, l'Alaska e il Wyoming. Vi sono tuttavia grandi disparità nei redditi attraverso lo stato: sebbene New Canaan abbia uno dei redditi più alti d'America, Hartford è invece una delle dieci città con il reddito più basso d'America. Come Bridgeport, New Haven e altre città dello stato, Hartford è circondata da quartieri molto ricchi. Il tasso di disoccupazione dello stato nell'agosto 2011 era del 9%.
New Canaan è la città più ricca del Connecticut, con un reddito pro capite di 85459 $. Darien, Greenwich, Weston, Westport e Wilton hanno tutte redditi pro capite di più di 65000 $. Hartford è la città più povera dello stato, con un reddito pro capite di 13428 $ nel 2000. Vi sono altre città con basso reddito, principalmente situate nella parte orientale dello stato.

### Tassazione
Prima del 1991, il Connecticut aveva solo un sistema di imposte basate sugli investimenti; i redditi da lavoro non erano tassati, ma quelli derivanti da operazioni finanziarie lo erano al 13%, il più alto tasso degli USA; non vi era alcuna deduzione permessa sui costi di produzione per i redditi da investimento, come interessi sui prestiti.
Nel 1991 il Governatore Lowell Weicker, indipendente, cambiò il sistema in modo tale che i redditi da lavoro e quelli da investimento fossero tassati egualmente al massimo al 4%; da allora, Greenwich è divenuta il quartier generale di un grande numero di società che si occupano di fondi speculativi. Nel 2011 le tasse sulle persone erano divise in sei fasce del 3%, 5%, 5,5%, 6%, 6,5% e 6,7%. Tutti i salari dei residenti del Connecticut sono tassati, anche se ottenuti al di fuori dello stato; tuttavia, in questi casi, la tassa sul reddito del Connecticut conteggia solamente la cifra che eccede quanto già tassato dall'altra giurisdizione. Dato che New York e il Massachusetts hanno tassi più alti del Connecticut, questo significa che gli abitanti del Connecticut che lavorano in quegli stati non hanno imposte sul reddito.
Il Connecticut impone una tassa sulle vendite del 6,35%, che ricade sulle vendite al dettaglio, leasing o affitto di gran parte dei beni. Alcuni articoli e servizi non sono invece soggetti a tasse e tasse di utilizzo, a meno che non siano specificamente dichiarati tassabili per statuto; una proposta che escludeva dalle tasse gli abiti al di sotto dei 50 dollari è stata revocata il 1º luglio 2011. Non vi sono tasse addizionali imposte dalle giurisdizioni locali; durante l'estate, vi è una settimana in cui le tasse sulle vendite su alcuni articoli e abiti non sono imposte, per agevolare i genitori dei figli che si apprestano a tornare a scuola.
Tutte le proprietà personali e gli immobili situati nel Connecticut sono tassabili; le valutazioni sono effettuate al 70% del valore del libero mercato. Un ulteriore 20% del valore può inoltre essere tassato dal governo locale. Secondo la Tax Foundation, i dati del censimento del 2010 mostrano che il Connecticut paga le seconde tasse più alte sulle proprietà a livello nazionale, con solo il New Jersey davanti.

### Abitazioni
Le abitazioni nel Connecticut variano largamente, con un prezzo medio di circa 226 000 dollari. Per contrasto, il valor medio di un'abitazione nella Contea di Fairfield, ad esempio, è di circa 370 000 dollari. Il Connecticut ha la maggior parte di case multi-milionarie del Nord-est, ed è il secondo stato dopo la California, con il 3,3% di abitazioni il cui valore supera il milione di dollari.

### Industrie
La produzione agricola dello stato comprende il vivaismo, la coltura delle uova, ostriche e aragoste, latticini, bestiame e tabacco. La produzione industriale comprende i trasporti, specialmente gli elicotteri, aeromobili e sottomarini nucleari, oltre all'industria pesante ed elettrica, armi militari, prodotti in metallo, prodotti chimici e farmaceutici e strumentazione scientifica.
A causa della prominenza dell'industria degli aeromobili, il Connecticut ha un aeromobile ufficiale di stato, il F4U Corsair, ed un pioniere dell'aviazione ufficiale, Igor' Ivanovič Sikorskij. Lo stato riconosce ufficialmente il designer Gustav Whitehead come "padre dell'aviazione nel Connecticut" per le sue ricerche nel volo a Bridgeport nel 1901, due anni prima dei fratelli Wright a Kitty Hawk, Carolina del Nord.
Il governatore John Dempsey dichiarò il 15 agosto come "Gustave Whitehead Day".
Un rapporto edito dalla Commissione del Connecticut per la Cultura e il Turismo il 7 dicembre 2006 ha evidenziato che l'impatto economico che le arti, film, storia e turismo hanno generato è stato maggiore di 14 miliardi di dollari nell'attività economica, e pari a 170 000 posti di lavoro l'anno. Ciò ha permesso di guadagnare 9 miliardi di dollari ai residenti del Connecticut e 1,7 miliardi allo stato.
Nel novembre 2010, il tasso di disoccupazione dello stato era al 9%.

## Infrastrutture e trasporti

### Strade

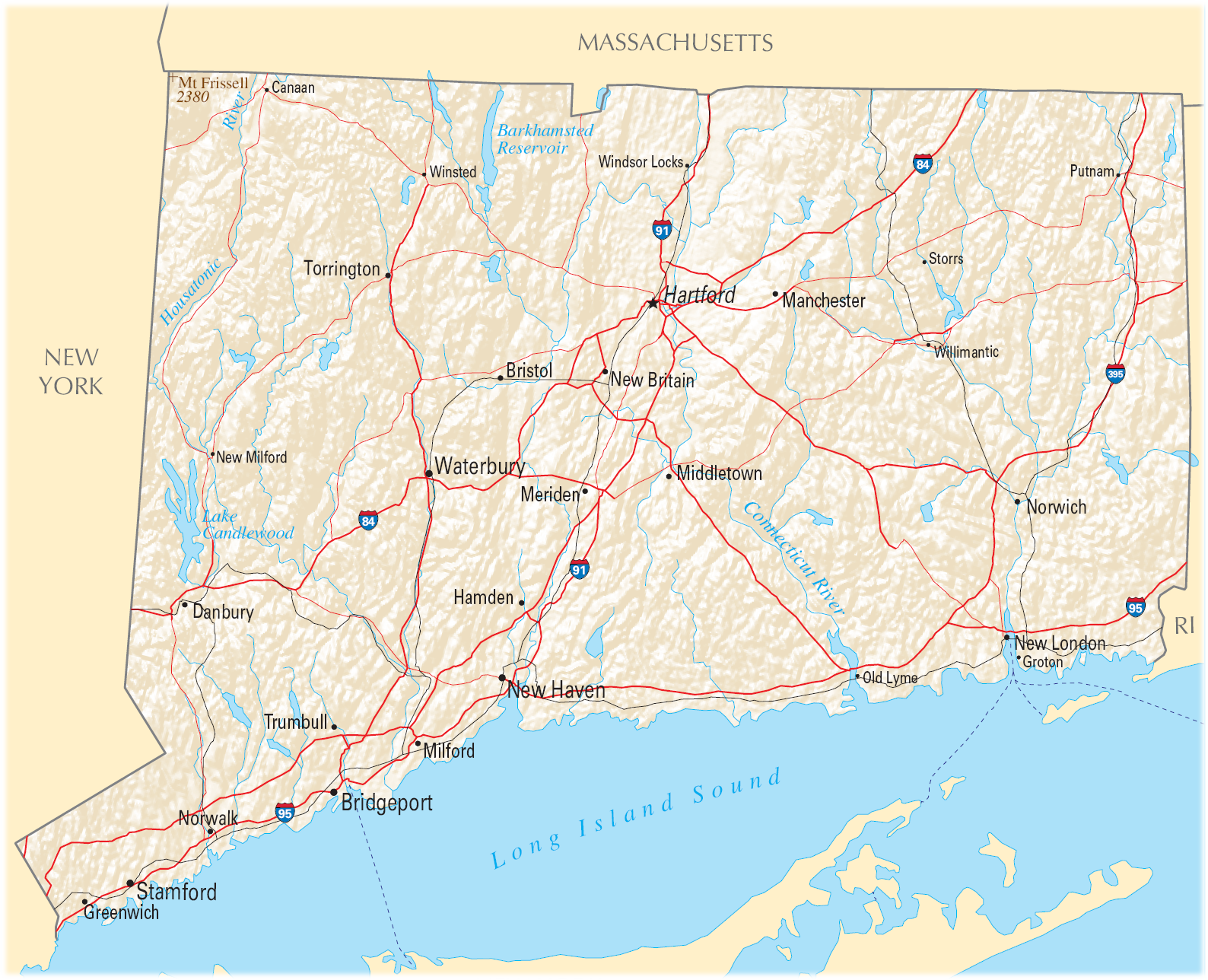
Carta del Connecticut che mostra le principali autostrade

L'Interstate Highway System consiste della Interstate 95 (la Connecticut Turnpike) che corre da sud-ovest a nord-est lungo la costa, la Interstate 84 che va da sud-ovest a nord-est passando nel centro dello stato, la Interstate 91 che corre da nord a sud passando per il centro, e la Interstate 395 che va da nord a sud presso il confine orientale dello stato. Le altre principali autostrade del Connecticut sono la Merritt Parkway e la Wilbur Cross Parkway, che insieme costituiscono la Route 15, che parte dalla Hutchinson River Parkway nello stato di New York parallela alla I-95, prima di girare verso nord a New Haven e andare parallelamente alla I-91, divenendo una strada di superficie a Berlin. La Route 15 e la I-95 erano in origine strade a pedaggio; esisteva un sistema di caselli autostradali a cui tutti i veicoli si fermavano e pagavano pedaggi fissi. Una serie di terribili incidenti a questi caselli contribuì infine alla decisione di rimuovere i pedaggi nel 1988. Altre principali arterie dello stato sono la U.S. Route 7 ad ovest, che corre parallela al confine con lo stato di New York, la Route 8 ad est presso la città industriale di Waterbury e percorre una tratta nord-sud lungo la Valle del fiume Naugatuck, quasi parallela alla U.S. 7, e la Route 9 ad est.
Tra New Haven e New York, la I-95 è una delle autostrade più congestionate degli USA, dato che molti abitanti del Connecticut si recano in automobile a lavorare nella città di New York, e il traffico satura le tre corsie dell'autostrada, causando ingorghi nelle ore di punta. Lo stato incoraggia la riduzione del traffico, promuovendo le ferrovie e il car pooling.
Il Connecticut ha anche una comunità di ciclisti molto attiva, con uno dei più alti tassi di proprietà e di utilizzo di biciclette negli Stati Uniti. La comunità di ciclisti di New Haven, organizzata in un gruppo chiamato ElmCityCycling, è particolarmente attiva. Secondo il Censimento statunitense del 2006, New Haven ha la più alta percentuale di pendolari che si recano al lavoro in bicicletta di ogni altra area metropolitana della East Coast.

### Ferrovie

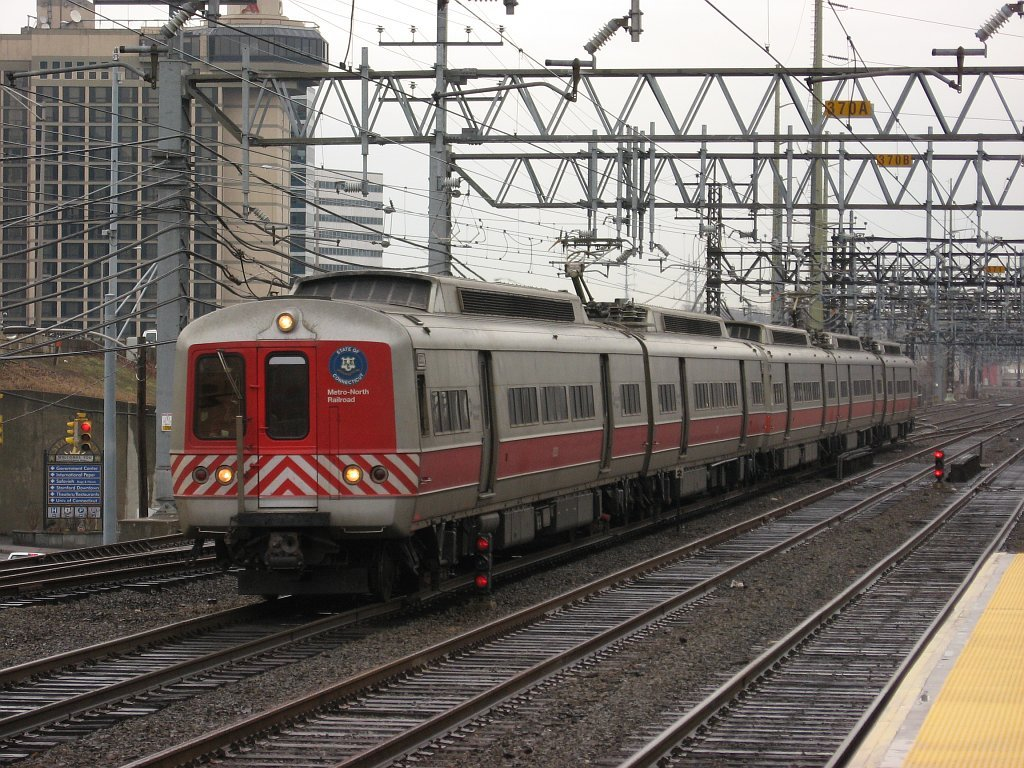
Un treno della Metro-North Railroad sulla New Haven Line di Stamford

Il Connecticut sud-occidentale è servito dalla New Haven Line della Metro-North Railroad della MTA, che eroga un servizio per i pendolari verso New York City e New Haven, con corse che raggiungono New Canaan, Danbury e Waterbury. Il Connecticut è sul percorso del Northeast Corridor dell'Amtrak, che effettua diverse corse del Northeast Regional e Acela Express. Le città tra New Haven e New London sono servite anche dalla linea Shore Line East. È in fase di studio anche un servizio pendolare tra New Haven e Springfield sulla linea Amtrak già esistente tra le due città. Amtrak opera anche un servizio shuttle tra New Haven e Springfield, servendo anche Hartford e altre città del corridoio.

### Bus
Il servizio di autobus nello stato è offerto dalla Connecticut Transit, posseduta dal Dipartimento dei Trasporti del Connecticut, con le autorità municipali più piccole che offrono servizi locali. La rete di autobus costituisce una parte importante del sistema di trasporti dello stato, specialmente nelle aree urbane come Hartford, Stamford, Norwalk, Bridgeport e New Haven. Nel 2015 è entrato in servizio un sistema di Bus Rapid Transit tra New Britain e Hartford.

### Aerei
L'Aeroporto Internazionale Bradley si trova a Windsor Locks, a 24 km a nord di Hartford. Il servizio aereo regionale è fornito dall'Aeroporto Regionale Tweed New Haven; tra i maggiori aeroporti civili vi sono l'Aeroporto Municipale di Danbury e l'Aeroporto di Waterbury-Oxford nella parte occidentale dello stato, e l'Aeroporto di Groton-New London nel Connecticut orientale. L'Aeroporto Memoriale Sikorskij si trova a Stratford e serve principalmente i servizi cargo, gli elicotteri e l'aviazione privata.

### Traghetto
Il traghetto Rocky Hill—Glastonbury e il traghetto Chester—Hadlyme attraversano il fiume Connecticut. Il traghetto Bridgeport—Port Jefferson viaggia tra Bridgeport (CT) Connecticut e Port Jefferson, New York attraversando il Long Island Sound. I traghetti operano anche da New London e Orient, Fishers Island e Block Island.

## Legge e governo

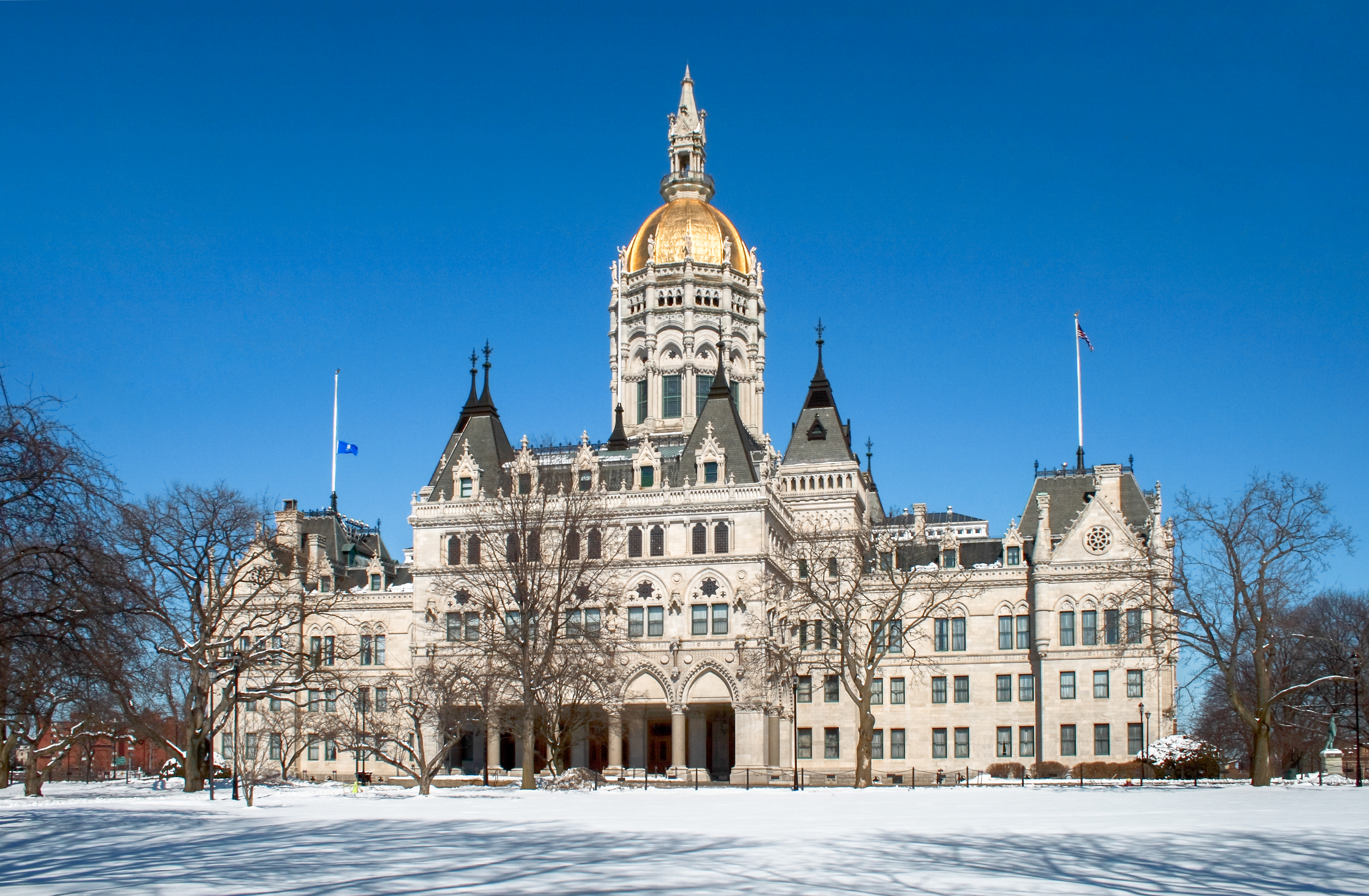
Il Connecticut State Capitol nel centro di Hartford

Hartford è l'unica capitale dello stato del Connecticut dal 1875; prima di allora, New Haven e Hartford si alternavano come capitale.

### Storia costituzionale
Il Connecticut è conosciuto come "Stato della Costituzione". Mentre l'origine di questo titolo è incerta, il soprannome si riferisce agli Ordini Fondamentali del 1638-39, che rappresentano i presupposti per il primo governo formale scritto da un corpo rappresentativo del Connecticut. Il governo, durante la storia costituzionale del Connecticut, ha operato sotto la direzione di quattro documenti separati; dopo gli Ordini Fondamentali, al Connecticut fu assegnata autorità governamentale dal re Carlo II d'Inghilterra tramite la Carta del 1662.
In questo periodo non esistettero rami separati del governo, e l'Assemblea Generale agiva come autorità suprema; fino al 1818 non fu adottata una costituzione simile alla moderna Costituzione degli Stati Uniti. L'attuale costituzione dello stato fu implementata infine nel 1965; questa costituzione assorbì gran parte dei presupposti del 1818, ma comprese una serie di importanti modifiche.
Un'altra possibile interpretazione del soprannome "Stato della Costituzione" può venire dal ruolo preminente nella convenzione costituzionale federale del 1787, durante la quale Roger Sherman e Oliver Ellsworth aiutarono a orchestrare quello che divenne noto come Compromesso del Connecticut, o il Grande Compromesso. Questo piano combinò il Piano della Virginia e il Piano del New Jersey per formare un'assemblea bicamerale, una formula copiata da quasi tutte le costituzioni degli stati dopo l'adozione della costituzione federale.

### Potere esecutivo
Il potere esecutivo viene diretto dal governatore, attualmente Ned Lamont, mentre Susan Bysiewicz è il vice governatore; entrambi sono democratici. Lamont e Bysiewicz sono in carica dal 2019. Dal 1639 fino all'adozione della costituzione del 1818, il governatore presiedeva l'Assemblea Generale. Nel 1974 Ella Tambussi Grasso fu eletta governatrice del Connecticut, e fu la prima volta in cui una donna veniva eletta governatore negli USA senza che il marito lo fosse stato prima di lei.
I dipartimenti che compongono l'esecutivo sono: Servizi Amministrativi, Agricoltura, Banche, Infanzia e Famiglia, Protezione dei Consumatori, Correzione, Sviluppo Economico e Comunitario, Servizi allo Sviluppo, Costruzioni, Educazione, Gestione delle Emergenze e Protezione Civile, Energia e Ambiente, Istruzione Superiore, Tecnologie dell'Informazione, Assicurazioni, Lavoro, Salute Mentale, Difesa, Veicoli, Sanità Pubblica, Lavori Pubblici, Servizi Sociali, Trasporti e Affari ai Veterani, In aggiunta a questi dipartimenti vi sono uffici e commissioni indipendenti.
In aggiunta alle cariche di governatore e vice governatore, vi sono altre quattro cariche, citate nella costituzione dello stato, che vengono elette direttamente dai cittadini: Segretario di Stato, Tesoriere, Controllore e Attorney general. Tutte le cariche dell'esecutivo durano quattro anni.

### Potere legislativo
Il potere legislativo viene rivestito dall'Assemblea Generale del Connecticut, organo bicamerale consistente del Senato (36 senatori) e della Camera dei rappresentanti (151 rappresentanti). Affinché le leggi entrino in vigore, devono essere approvate da entrambe le camere. Il governatore può porre il veto, che a sua volta può essere revocato dalla maggioranza dei due terzi in ognuna delle due camere. Secondo l'Articolo XV della Costituzione dello stato, i senatori e i rappresentanti devono avere almeno 18 anni e sono eletti per un mandato di due anni nel mese di novembre degli anni pari. Devono esserci tra 30 e 50 senatori e tra 124 e 225 rappresentanti. Il vice governatore presiede il Senato, ad eccezione di quando è assente, e il suo posto viene preso dal Presidente pro tempore. Il Presidente della Camera presiede la Camera dei rappresentanti. Dal 2014 Brendan Sharkey è il presidente della Camera.
Gli attuali senatori del Connecticut sono Richard Blumenthal e Chris Murphy, entrambi democratici. Precedentemente, il seggio di Murphy era occupato da Joseph Lieberman (democratico indipendente), non ricandidatosi alle elezioni del 2012. Il Connecticut, attualmente, conta cinque rappresentanti alla Camera degli Stati Uniti, e tutti sono democratici.
Rappresentanti eletti localmente emettono ordinanze locali per governare le città e i comuni. Le ordinanze cittadine comprendono spesso norme sull'inquinamento acustico e sull'urbanistica,
anche se lo stato del Connecticut ha le sue ordinanze anti-inquinamento acustico valide in tutto lo stato.

### Potere giudiziario
Il tribunale di più alto livello nel ramo giuridico del Connecticut è la Corte Suprema del Connecticut, diretta dal Capo della Giustizia del Connecticut. La Corte Suprema è responsabile per la decisione di costituzionalità delle nuove leggi o delle modalità con cui si relazionano con le leggi esistenti. I procedimenti sono simili a quelli della Corte suprema degli Stati Uniti d'America, in cui non vi è presenza di testimoni, e gli avvocati di entrambe le parti presentano la propria arringa che deve durare meno di trenta minuti. A seguito di un procedimento della corte, la corte stessa può impiegare diversi mesi per arrivare ad un giudizio. L'attuale capo della Giustizia è Chase T. Rogers.
Nel 1818 la corte divenne un'entità separata, indipendente dai rami legislativo ed esecutivo. La Corte d'Appello è di grado inferiore, e le Corti Superiori sono corti di più basso livello che riuniscono le corti delle contee di altri stati.

### Governo locale
Diversamente da tutti gli stati e insieme al Rhode Island, il Connecticut non ha il governo delle contee, che fu eliminato quasi del tutto nel 1960, ad eccezione degli sceriffi, eletti in ogni contea. Nel 2000 gli sceriffi di contea furono aboliti, e sostituiti con il sistema di marescialli di stato, divisi in distretti che seguono le vecchie linee delle contee. Il sistema giudiziario è suddiviso, al livello di tribunali, in distretti giudiziari che seguono i vecchi confini delle contee. Le otto contee del Connecticut sono ancora largamente utilizzate a fini geografici e statistici, come ad esempio le previsioni meteorologiche e i rapporti sul censimento.
Il Connecticut ha una forma di governo locale condivisa con il resto della Nuova Inghilterra, chiamata New England town. Lo stato è suddiviso in 169 cittadine (town), che fungono da giurisdizioni politiche fondamentali. Vi sono anche 21 città (city) di dimensioni maggiori, molte delle quali condividono il governo insieme alle cittadine. Vi sono due eccezioni: la City of Groton, che è una suddivisione della Town of Groton e la City of Winsted, nella Town of Winchester. Esistono anche nove boroughs incorporati, che forniscono servizi addizionali ai quartieri di una cittadina. Una sola, Naugatuck, è contemporaneamente city e borough.
Lo stato è suddiviso in 15 regioni amministrative, definite dall'Ufficio di Pianificazione e Gestione. La Divisione Intragovernamentale di questo ufficio coordina i progetti regionali con le amministrazioni di queste regioni; ogni regione ha un corpo amministrativo conosciuto come consiglio regionale.

### Matrimoni omosessuali
Il 12 novembre 2008 il Connecticut è divenuto il secondo stato (dopo il Massachusetts) a permettere il matrimonio fra persone dello stesso sesso; in realtà il Connecticut è stato il terzo a permetterle, ma il secondo in cui la decisione non è stata annullata.

## Politica

### Votanti registrati
La percentuale maggiore degli abitanti del Connecticut sono registrati come non affiliati ad alcun partito politico (842 335 persone). La maggioranza dei votanti dello stato affiliati ad un partito sono democratici, con 744 729 registrazioni; il Partito Repubblicano è il secondo maggiore partito dello stato, con 422 312 iscritti. Vi sono anche altri partiti, come il Partito Indipendente del Connecticut; molte città dello stato mostrano una marcata preferenza per i candidati moderati di entrambi gli schieramenti.

### Ufficio politico
I comitati cittadini democratico e repubblicano operano in ogni cittadina del Connecticut per decidere quali candidati possono concorrere alle elezioni. Se scelti, i possibili nomi divengono candidati per quel partito politico e verranno eletti se ottengono la maggioranza alle elezioni.

### Aree repubblicane
Le città di New Canaan e Darien nella Contea di Fairfield sono considerate le aree più repubblicane dello stato. Wesport, una ricca cittadina poche miglia a est di queste, è invece considerata una delle città più democratiche della Contea. La ricca città storicamente repubblicana di Wilton ha votato la maggioranza a Barack Obama alle elezioni del 2008; Norwalk e Stamford, comunità della Contea di Fairfield, hanno favorito in molte elezioni i repubblicani moderati, tra cui l'ex governatore John G. Rowland e l'ex deputato Chris Shays, anche se hanno scelto i democratici nelle recenti elezioni presidenziali, con Shays che è stato sconfitto dal democratico Jim Himes nel 2008.
Le aree di tendenza repubblicana sono in particolare la Contea di Litchfield e le vicine città nell'ovest della Contea di Hartford, le città industriali della valle del fiume Naugatuck e alcune città della Fairfield vicino al confine con lo stato di New York.
Il predecessore di Lieberman, Lowell Weicker, fu l'ultimo repubblicano del Connecticut a ricoprire la carica di senatore, che era in realtà conosciuto per essere un liberale. Egli ruppe con il Presidente Richard Nixon durante lo scandalo Watergate e si candidò con successo alla carica di governatore nel 1990 come indipendente, creando il partito "A Connecticut Party". Prima di Weicker, l'ultimo repubblicano a rappresentare il Connecticut al Senato era stato Prescott Bush, padre dell'ex Presidente George H. W. Bush e nonno dell'ex Presidente George W. Bush; egli ricoprì la carica dal 1953 al 1963.

### Aree democratiche
Waterbury ha un forte vantaggio democratico, ma di solito favorisce i candidati conservatori di entrambi i partiti. A Danbury il numero dei votanti non affiliati supera quello dei votanti registrati con uno qualsiasi dei grandi partiti; le altre piccole città come Meriden, New Britain, Norwich e Middletown sono di tendenza democratica.
Attualmente, i democratici controllano tutti e cinque i seggi della Camera dei rappresentanti degli Stati Uniti assegnati al Connecticut; l'ultimo repubblicano, Chris Shays, perse il suo seggio a vantaggio del democratico Jim Himes nel 2008. Chris Murphy e Richard Blumenthal sono i rappresentanti del Connecticut al Senato federale, entrambi democratici.

### Votazioni
Nell'aprile 2012 entrambe le camere del Connecticut approvarono una legge (20 contro 16 e 86 contro 62) che aboliva la pena di morte per tutti i crimini futuri, mentre 11 condannati che erano già nel braccio della morte potrebbero essere giustiziati comunque.
Nel luglio 2009 la legislatura del Connecticut evitò un veto del governatore Jodi Rell per approvare SustiNet, la prima significativa riforma del sistema sanitario della nazione.

## Cultura

### Istruzione

#### Scuole primarie e secondarie
L'Istituto nazionale per l'Istruzione del Connecticut gestisce il sistema di scuole pubbliche per i bambini dalla scuola materna fino alla secondaria. I membri dell'Istituto sono nominati dal governatore e le statistiche su ogni scuola sono disponibili al pubblico tramite il database online chiamato "CEDAR." Il database CEDAR fornisce anche statistiche per le scuole "ACES" o "RESC" per i bambini con disordini comportamentali.

#### Università e college
Il Connecticut fu sede della prima scuola di legge, la Litchfield Law School, che operò dal 1773 al 1833 a Litchfield. La Hartford Public High School (1638) è la terza scuola secondaria più antica della nazione dopo la Collegiate School (1628) a Manhattan e la Boston Latin School (1635).

##### Private
- Università di Yale (1701)
- Trinity College (1823)
- Wesleyan University (1831)
- Università di Hartford (1877)
- Post University (1890)
- Connecticut College (1911)
- United States Coast Guard Academy (1915)
- Università di New Haven (1920)
- Università di Bridgeport (1927)
- Quinnipiac University (1929)

##### Pubbliche
- Central Connecticut State University (1849)
- Università del Connecticut (1881)
- Eastern Connecticut State University (1889)
- Southern Connecticut State University (1893)
- Western Connecticut State University (1903)

Nel Connecticut vi sono anche molte scuole private diurne, e i loro collegi richiamano studenti da tutto il mondo.

## Società

### Evoluzione demografica

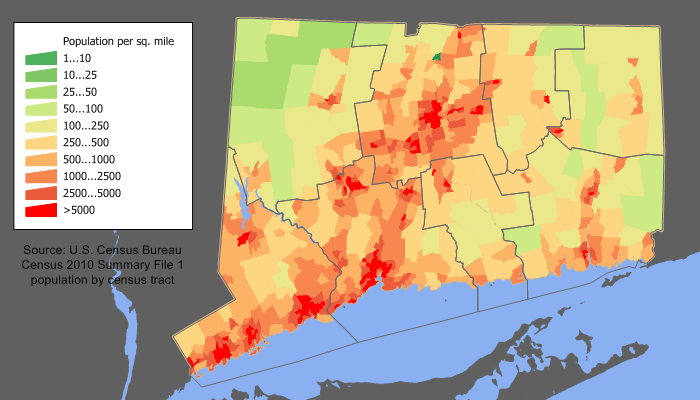
Carta della densità di popolazione del Connecticut

Nel 2000 l'81,69% dei residenti nel Connecticut di almeno 5 anni di età parlava inglese a casa, l'8,42% spagnolo, l'1,59% italiano, l'1,31% francese e l'1,20% il polacco.
I più grandi gruppi etnici sono:
- 19,3% Italoamericani
- 17,9% Irlandesi americani
- 10,7% Inglesi americani
- 10,4% Tedesco-americani
- 8,6% Polacco-americani
- 6,6% Franco-americani
- 3,0% Franco-canadesi
- 2,7% Americani
- 2,1% Russo-americani
- 2,1% Indiani dell'Ovest
- 2,0% Scozzesi-americani
- 1,9% Svedesi-americani
- 1,6% Portoghesi americani
- 1,4% Scozzesi-irlandesi
- 1,3% Ungheresi-americani
- 1,0% Lituanoamericani

### Città

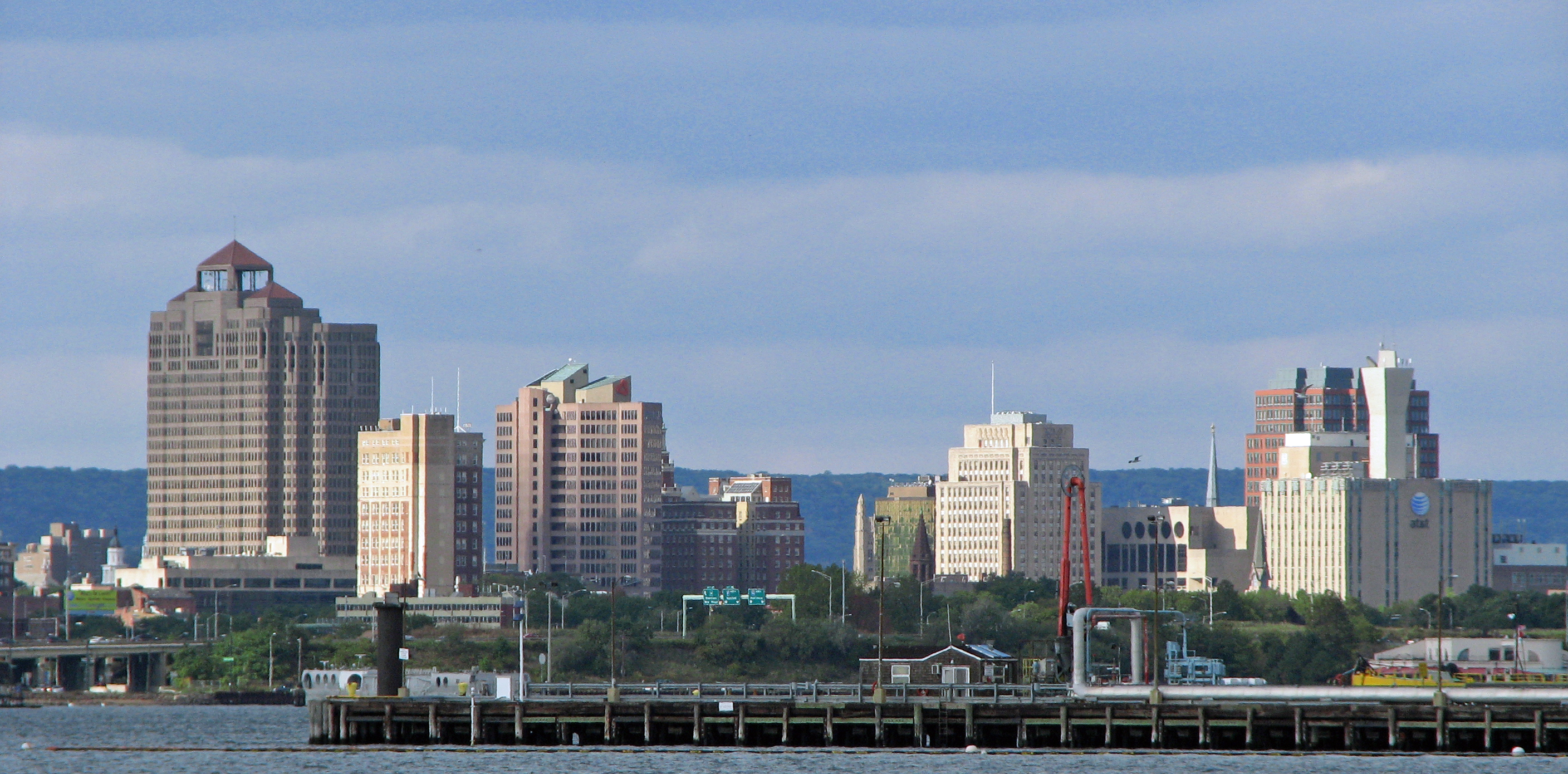
New Haven

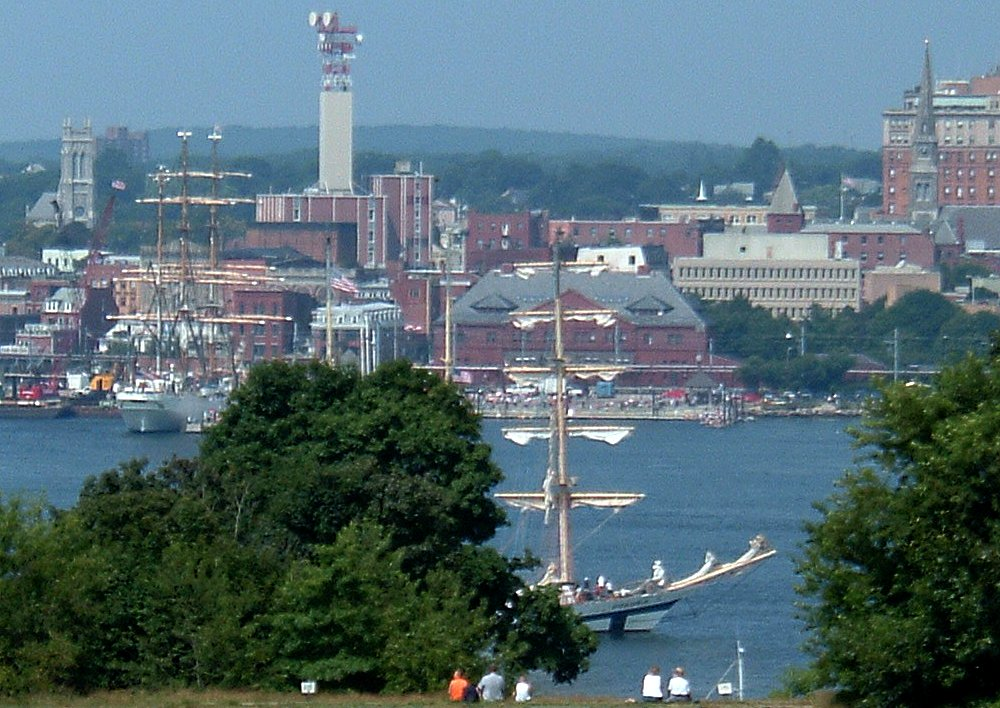
New London

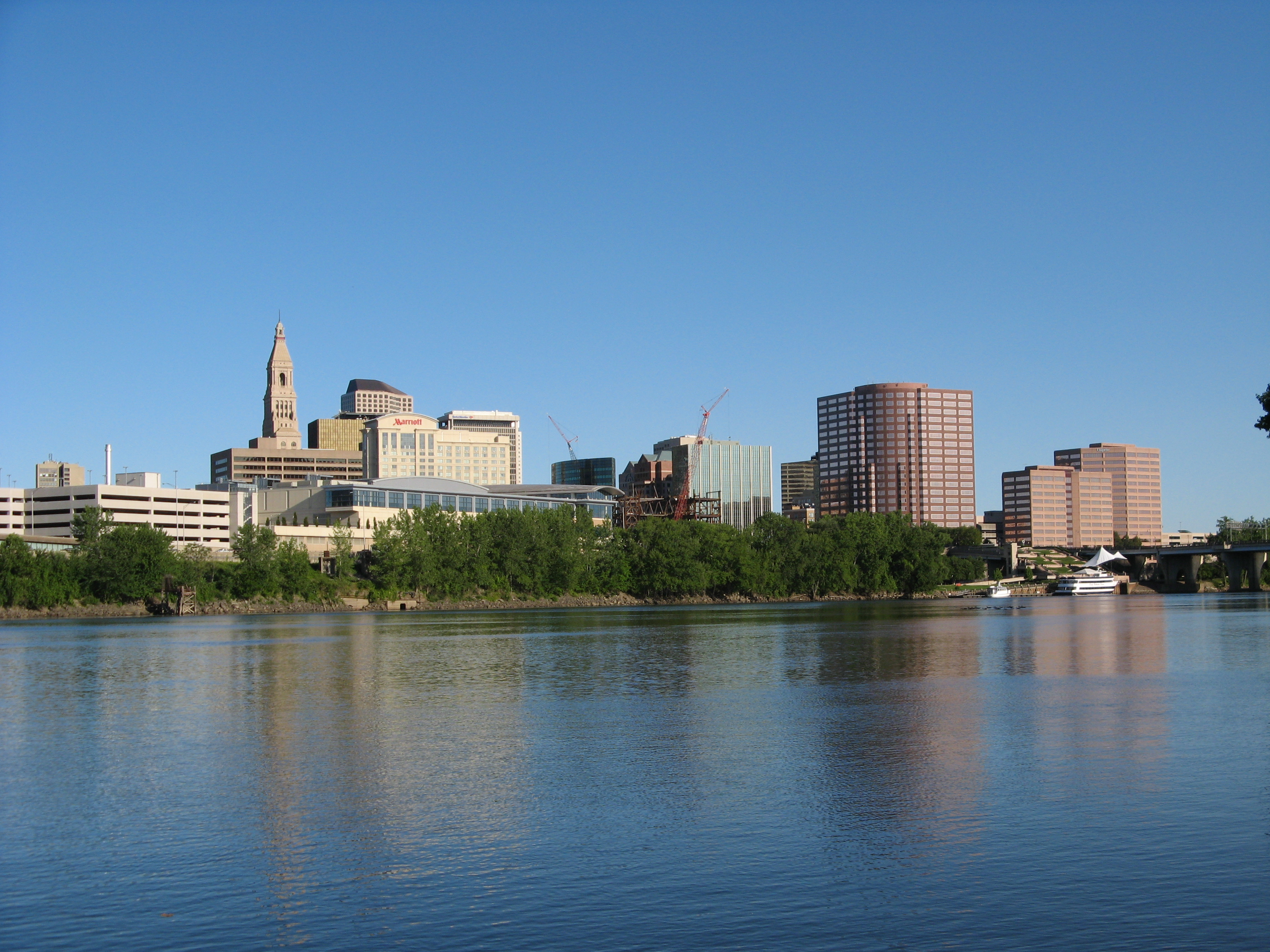
Hartford

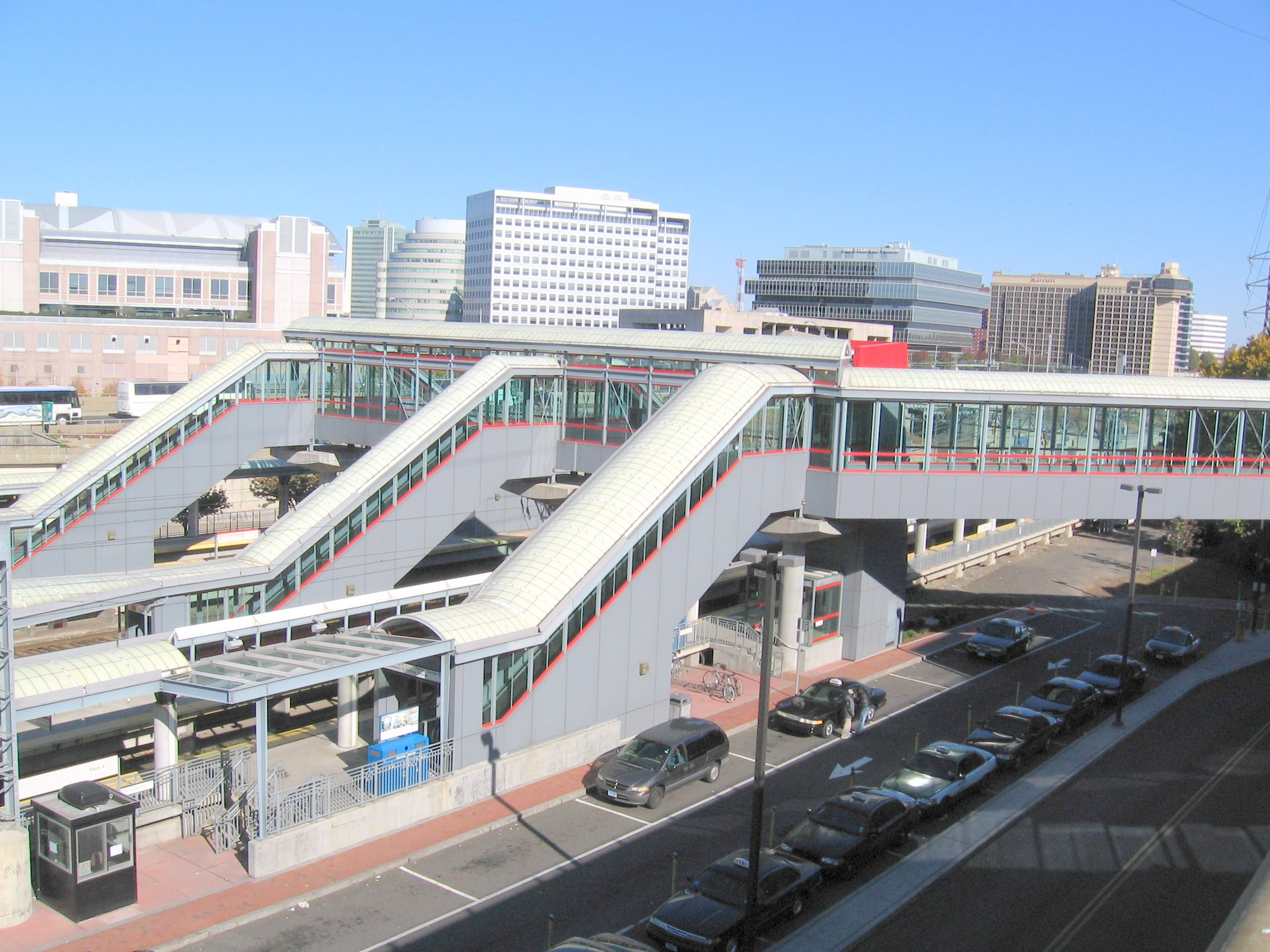
Stamford

La città con il maggior numero di abitanti è Bridgeport.
Secondo recenti stime le dieci città più popolose dello Stato sono:
- Bridgeport, 142 951
- Hartford, 124 731
- Stamford, 119 372
- New Haven, 114 199
- Waterbury, 108 620
- Norwalk, 84 088
- Danbury, 78 875
- New Britain, 68 284
- Bristol, 62 308
- Greenwich, 62 236

### Religione
- Cristiani - 72%
  - Protestanti - 27%
  - Cattolici - 43%
  - Altri Cristiani - 2%
- Ebrei - 3%
- Altro - 2%
- Atei - 23%
- Buddismo - 1%

## Nomi e simboli

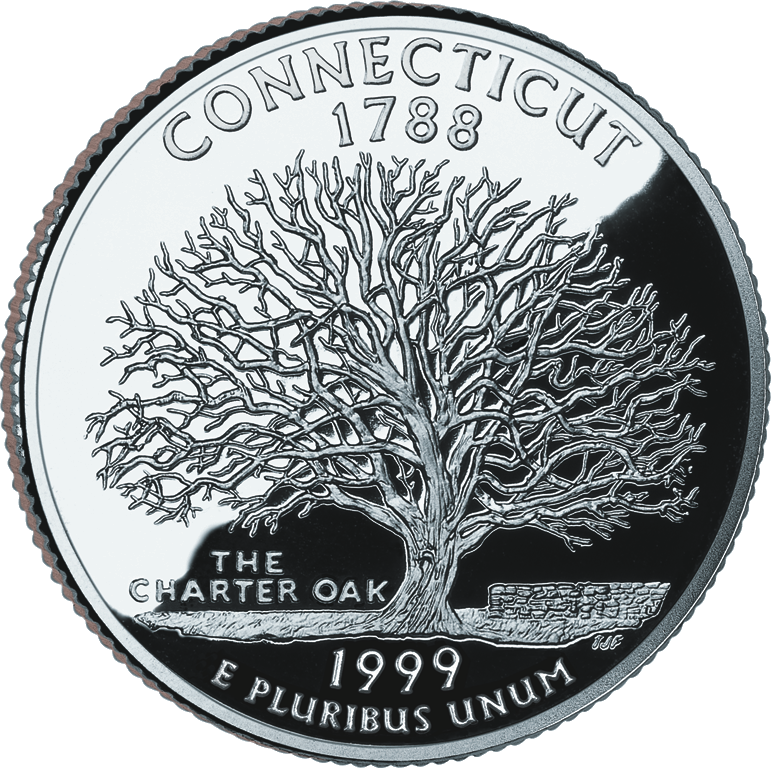
Quarto di dollaro del Connecticut (1999)

Il nome "Connecticut" ha origine dalla parola Mohegan quonehtacut, che significa "Sul lungo fiume delle maree". Il nickname ufficiale dello stato, adottato nel 1959, è "Lo Stato della Costituzione", che si basa sulle costituzioni coloniali del 1638-1639 che furono le prime in America, e, presumibilmente, nel mondo. Soprannome non ufficiale, ma molto popolare, è anche "Lo stato della noce moscata". Le origini del collegamento tra Connecticut e noce moscata sono ignote, ma potrebbero provenire dai marinai che tornavano a casa dai loro viaggi con noci moscate (che nel XVIII e XIX secolo erano spezie molto costose), oppure potrebbe provenire dai primi schiaccianoci in alluminio venduti dai primi abitanti della zona. Vi sono anche storie meno probabili, che provengono dalla tradizione Yankee secondo la quale i primi abitanti vendevano a compratori ignari piccoli pezzi di legno intagliati in modo che assomigliassero a noci moscate. George Washington diede al Connecticut il soprannome "Lo Stato delle Forniture" per rendere omaggio ai rifornimenti dati dallo stato durante la guerra d'indipendenza americana. Il Connecticut è anche conosciuto come "Terra delle abitudini costanti".

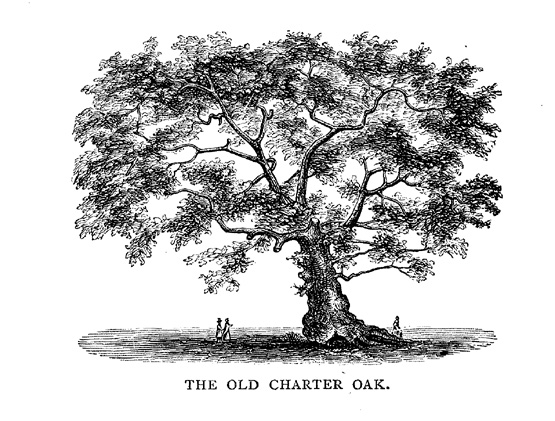
La Charter Oak

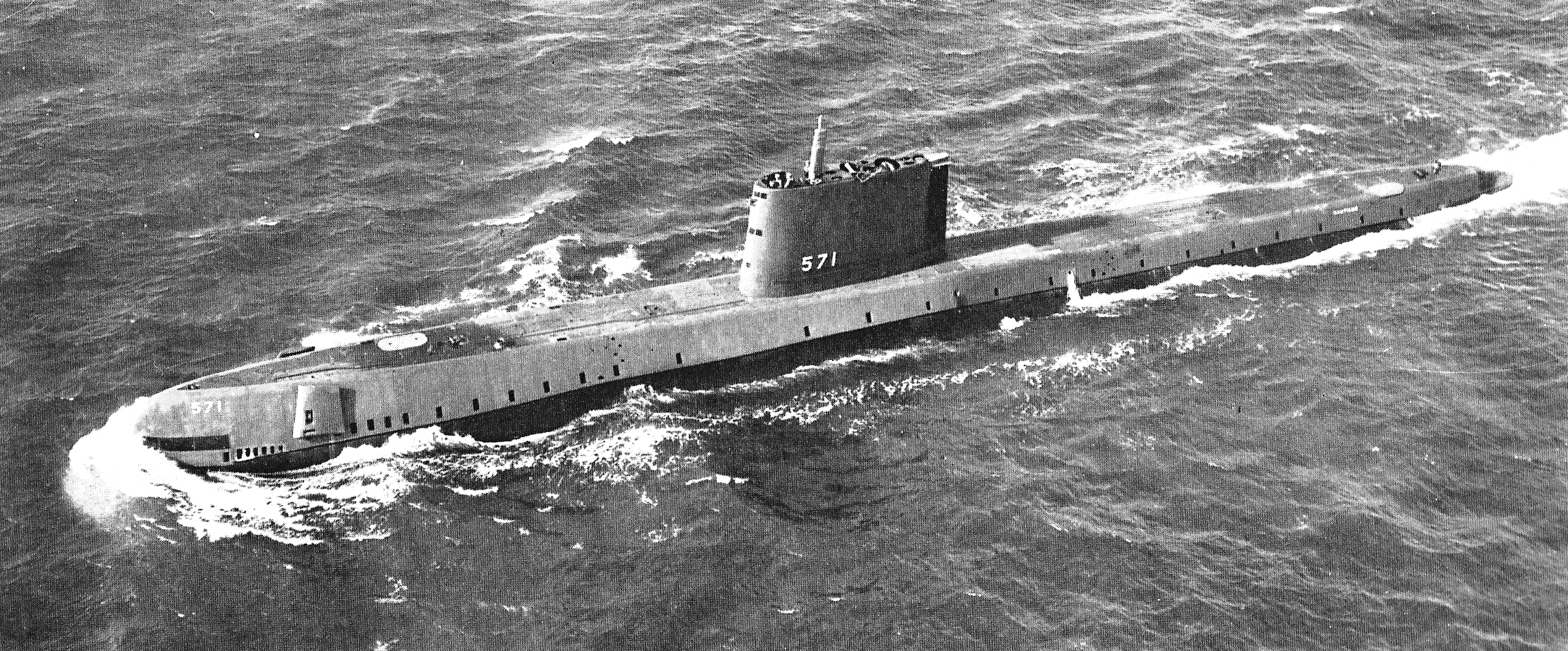
Lo USS Nautilus (SSN-571)

I francobolli commemorativi emessi dall'United States Postal Service con soggetti del Connecticut ritraggono Nathan Hale, Eugene O'Neill, Josiah Willard Gibbs, Noah Webster, Eli Whitney, la baleniera Charles W. Morgan ancorata al Mystic Seaport e la raffigurazione di un'anatra.
| Eroe dello stato                           | Nathan Hale                       |
| Eroina dello stato                         | Prudence Crandall                 |
| Compositore dello stato                    | Charles Edward Ives               |
| Statue dello stato nella Sala delle Statue | Roger Sherman e Jonathan Trumbull |
| Poeta laureato dello stato                 | Dick Allen                        |
| Trovatore dello stato                      | Chuck E. Costa                    |
| Compositore laureato dello stato           | Jacob Druckman                    |